# English Football League Championship 2019-20
La English Football League Championship 2019-20, también llamada  Sky Bet Championship  por razones de patrocinio, será la cuarta temporada bajo el nombre de English Football League fue la décima octava edición de la Football League Championship desde su fundación en 2004. Un total de 24 equipos disputarán la liga, incluyendo 18 equipos de la English Football League Championship 2018-19, tres relegados de la Premier League 2018-19 y tres promovidos del English Football League One 2018-19.

## Relevos
| Pos | a Premier League |
| --- | ---------------- |
| 1º  | Norwich City     |
| 2º  | Sheffield United |
| 3°  | Aston Villa      |

| Pos | a EFL Championship |
| --- | ------------------ |
| 18º | Cardiff City       |
| 19º | Fulham             |
| 20º | Huddersfield Town  |

| Pos | a EFL Championship |
| --- | ------------------ |
| 1º  | Luton Town         |
| 2º  | Barnsley           |
| 3º  | Charlton Athletic  |

| Pos | a League One     |
| --- | ---------------- |
| 22º | Rotherham United |
| 23º | Bolton Wanderers |
| 24º | Ipswich Town     |

## Información
| Equipo                                   | Entrenador                 | Capitán               | Estadio              | Capacidad | Proveedor | Auspiciador             |
| ---------------------------------------- | -------------------------- | --------------------- | -------------------- | --------- | --------- | ----------------------- |
| Barnsley                                 | Gerhard Struber            | Mike-Steven Bähre     | Oakwell              | 23 287    | Puma      | C.K. Beckett            |
| Birmingham City                          | Steve Spooner              | Harlee Dean           | St Andrew's Stadium  | 30 015    | Adidas    | BoyleSports             |
| Blackburn Rovers                         | Tony Mowbray               | Elliott Bennett       | Ewood Park           | 31 367    | Umbro     | 10Bet                   |
| Brentford                                | Thomas Frank               | Pontus Jansson        | Griffin Park         | 12 300    | Umbro     | EcoWorld                |
| Bristol City                             | Dean Holden                | Bailey Wright         | Ashton Gate Stadium  | 27 000    | Bristol   | Dunder                  |
| Cardiff City                             | Neil Harris                | Sean Morrison         | Cardiff City Stadium | 33 316    | Adidas    | Tourism Malaysia        |
| Charlton Athletic                        | Lee Bowyer                 | Chris Solly           | The Valley           | 27 111    | Hummel    | Children with Cancer UK |
| Derby County                             | Phillip Cocu               | Curtis Davies         | Pride Park Stadium   | 33 600    | Umbro     | 32Red                   |
| Fulham                                   | Scott Parker               | Tom Cairney           | Craven Cottage       | 19 000    | Adidas    | Dafabet                 |
| Huddersfield Town                        | Danny Schofield (interino) | Christopher Schindler | Kirklees Stadium     | 24 500    | Umbro     |                         |
| Hull City                                | Grant McCann               | Eric Lichaj           | KC Stadium           | 25 400    | Umbro     | SportPesa               |
| Leeds United                             | Marcelo Bielsa             | Liam Cooper           | Elland Road          | 37 890    | Kappa     | 32Red                   |
| Luton Town                               | Nathan Jones               | Alan Sheehan          | Kenilworth Road      | 10 336    | Puma      | Indigo Residential      |
| Middlesbrough                            | Neil Warnock               | George Friend         | Riverside Stadium    | 34 742    | Hummel    | 32Red                   |
| Millwall                                 | Gary Rowett                | Alex Pearce           | The Den              | 20 146    | Macron    | Huski Chocolate         |
| Nottingham Forest                        | Sabri Lamouchi             | Michael Dawson        | City Ground          | 30 445    | Macron    | Football Index          |
| Preston North End                        | Alex Neil                  | Tom Clarke            | Deepdale             | 23 408    | Nike      | 32Red                   |
| Queens Park Rangers                      | Mark Warburton             | Grant Hall            | Loftus Road          | 18 439    | Erreà     | Bet UK                  |
| Reading                                  | Mark Bowen                 | Liam Moore            | Madejski Stadium     | 24 161    | Macron    | Casumo                  |
| Sheffield Wednesday                      | Garry Monk                 | Tom Lees              | Estadio Hillsborough | 39 752    | Elev8     | Chansiri                |
| Stoke City                               | Michael O'Neill            | Ryan Shawcross        | Bet365 Stadium       | 30 089    | Macron    | Bet365                  |
| Swansea City                             | Steve Cooper               | Matt Grimes           | Liberty Stadium      | 21 088    | Joma      | YOBET                   |
| West Bromwich Albion                     | Slaven Bilić               | Chris Brunt           | The Hawthorns        | 26 850    | Puma      | Ideal Boilers           |
| Wigan Athletic                           | Paul Cook                  | Sam Morsy             | DW Stadium           | 25 133    | Puma      | KB88                    |
| Datos actualizados al 9 de junio de 2020 |                            |                       |                      |           |           |                         |

### Cambios de entrenadores
| Equipo               | Entrenador        | Fecha de vacante        | Tipo de despido                          | Posición en la tabla | Entrenador entrante        | Fecha de nombramiento   |
| -------------------- | ----------------- | ----------------------- | ---------------------------------------- | -------------------- | -------------------------- | ----------------------- |
| Luton Town           | Mick Harford      | 4 de mayo de 2019       | Interino                                 | Pretemporada         | Graeme Jones               | 7 de mayo de 2019       |
| Queens Park Rangers  | John Eustace      | 5 de mayo de 2019       | Interino                                 | Pretemporada         | Mark Warburton             | 8 de mayo de 2019       |
| West Bromwich Albion | James Shan        | 14 de mayo de 2019      | Interino                                 | Pretemporada         | Slaven Bilić               | 13 de junio de 2019     |
| Middlesbrough        | Tony Pulis        | 17 de mayo de 2019      | Término de contrato                      | Pretemporada         | Jonathan Woodgate          | 14 de junio de 2019     |
| Swansea City         | Graham Potter     | 20 de mayo de 2019      | Contratado por el Brighton & Hove Albion | Pretemporada         | Steve Cooper               | 13 de junio de 2019     |
| Hull City            | Nigel Adkins      | 8 de junio de 2019      | Término de contrato                      | Pretemporada         | Grant McCann               | 21 de junio de 2019     |
| Birmingham City      | Garry Monk        | 18 de junio de 2019     | Despedido                                | Pretemporada         | Pep Clotet                 | 20 de junio de 2019     |
| Nottingham Forest    | Martin O'Neill    | 28 de junio de 2019     | Despedido                                | Pretemporada         | Sabri Lamouchi             | 28 de junio de 2019     |
| Derby County         | Frank Lampard     | 4 de julio de 2019      | Contratado por el Chelsea                | Pretemporada         | Phillip Cocu               | 5 de julio de 2019      |
| Sheffield Wednesday  | Steve Bruce       | 15 de julio de 2019     | Destituido                               | Pretemporada         | Garry Monk                 | 6 de septiembre de 2019 |
| Huddersfield Town    | Jan Siewert       | 16 de agosto de 2019    | Despedido                                | 20°                  | Danny Cowley               | 9 de septiembre de 2019 |
| Millwall             | Neil Harris       | 3 de octubre de 2019    | Renuncia                                 | 18°                  | Gary Rowett                | 1 de octubre de 2019    |
| Barnsley             | Daniel Stendel    | 8 de octubre de 2019    | Despedido                                | 23°                  | Gerhard Struber            | 20 de noviembre de 2019 |
| Reading              | José Gomes        | 9 de octubre de 2019    | Despedido                                | 22°                  | Mark Bowen                 | 14 de octubre de 2019   |
| Stoke City           | Nathan Jones      | 2 de noviembre de 2019  | Despedido                                | 24°                  | Michael O'Neill            | 8 de noviembre de 2019  |
| Cardiff City         | Neil Warnock      | 11 de noviembre de 2019 | Renuncia                                 | 14°                  | Neil Harris                | 16 de noviembre de 2019 |
| Luton Town           | Graeme Jones      | 24 de abril de 2020     | Renuncia                                 | 23°                  | Nathan Jones               | 28 de mayo de 2020      |
| Middlesbrough        | Jonathan Woodgate | 23 de junio de 2020     | Despedido                                | 21°                  | Neil Warnock               | 23 de junio de 2020     |
| Bristol City         | Lee Johnson       | 5 de julio de 2020      | Despedido                                | 12°                  | Dean Holden (interino)     | 6 de julio de 2020      |
| Birmingham City      | Pep Clotet        | 8 de julio de 2020      | Renuncia                                 | 17°                  | Steve Spooner (interino)   | 9 de julio de 2020      |
| Huddersfield Town    | Danny Cowley      | 19 de julio de 2020     | Despedido                                | 18°                  | Danny Schofield (interino) | 20 de julio de 2020     |

## Localización

### Equipos por condado

#### Condados de Inglaterra
| Región                | N.º | Equipos                                                              |
| --------------------- | --- | -------------------------------------------------------------------- |
| Gran Londres          | 5   | Brentford, Charlton Athletic, Fulham, Millwall y Queens Park Rangers |
| Midlands Occidentales | 2   | Birmingham City y West Bromwich Albion                               |
| Yorkshire del Sur     | 2   | Sheffield Wednesday y Barnsley                                       |
| Lancashire            | 2   | Blackburn Rovers y Preston North End                                 |
| Yorkshire del Oeste   | 2   | Huddersfield Town, Leeds United                                      |
| Berkshire             | 1   | Reading                                                              |
| Bedfordshire          | 1   | Luton Town                                                           |
| Bristol               | 1   | Bristol City                                                         |
| Derbyshire            | 1   | Derby County                                                         |
| Gran Mánchester       | 1   | Wigan Athletic                                                       |
| Nottinghamshire       | 1   | Nottingham Forest                                                    |
| Staffordshire         | 1   | Stoke City                                                           |
| Yorkshire del Este    | 1   | Hull City                                                            |
| Yorkshire del Norte   | 1   | Middlesbrough                                                        |

#### Condados preservados de Gales
| Región         | N.º | Equipos                     |
| -------------- | --- | --------------------------- |
| Glamorganshire | 2   | Cardiff City y Swansea City |

## Clasificación
Los dos primeros equipos de la clasificación ascienden directamente a la Premier League 2020-21, los clubes ubicados del tercer al sexto puesto disputan un play-off para determinar un tercer ascenso.
| Pos. | Equipo                   | Pts. | PJ | G  | E  | P  | GF | GC | Dif. | Clasificación 2019–20           |
| ---- | ------------------------ | ---- | -- | -- | -- | -- | -- | -- | ---- | ------------------------------- |
| 1    | Leeds United (C, A)      | 93   | 46 | 28 | 9  | 9  | 77 | 35 | +42  | Ascenso a la Premier League     |
| 2    | West Bromwich Albion (A) | 83   | 46 | 22 | 17 | 7  | 77 | 45 | +32  | Ascenso a la Premier League     |
| 3    | Brentford                | 81   | 46 | 24 | 9  | 13 | 80 | 38 | +42  | Playoffs para la Premier League |
| 4    | Fulham (A)               | 81   | 46 | 23 | 12 | 11 | 64 | 48 | +16  | Playoffs para la Premier League |
| 5    | Cardiff City             | 73   | 46 | 19 | 16 | 11 | 68 | 58 | +10  | Playoffs para la Premier League |
| 6    | Swansea City             | 70   | 46 | 18 | 16 | 12 | 62 | 53 | +9   | Playoffs para la Premier League |
| 7    | Nottingham Forest        | 70   | 46 | 18 | 16 | 12 | 58 | 50 | +8   |                                 |
| 8    | Millwall                 | 68   | 46 | 17 | 17 | 12 | 57 | 51 | +6   |                                 |
| 9    | Preston North End        | 66   | 46 | 18 | 12 | 16 | 59 | 54 | +5   |                                 |
| 10   | Derby County             | 64   | 46 | 17 | 13 | 16 | 62 | 64 | −2   |                                 |
| 11   | Blackburn Rovers         | 63   | 46 | 17 | 12 | 17 | 66 | 63 | +3   |                                 |
| 12   | Bristol City             | 63   | 46 | 17 | 12 | 17 | 60 | 65 | −5   |                                 |
| 13   | Queens Park Rangers      | 58   | 46 | 16 | 10 | 20 | 67 | 76 | −9   |                                 |
| 14   | Reading                  | 56   | 46 | 15 | 11 | 20 | 59 | 58 | +1   |                                 |
| 15   | Stoke City               | 56   | 46 | 16 | 8  | 22 | 62 | 68 | −6   |                                 |
| 16   | Sheffield Wednesday      | 56   | 46 | 15 | 11 | 20 | 58 | 67 | −9   |                                 |
| 17   | Middlesbrough            | 53   | 46 | 13 | 14 | 19 | 48 | 61 | −13  |                                 |
| 18   | Huddersfield Town        | 51   | 46 | 13 | 12 | 21 | 52 | 70 | −18  |                                 |
| 19   | Luton Town               | 51   | 46 | 14 | 9  | 23 | 54 | 82 | −28  |                                 |
| 20   | Birmingham City          | 50   | 46 | 12 | 14 | 20 | 54 | 75 | −21  |                                 |
| 21   | Barnsley                 | 49   | 46 | 12 | 13 | 21 | 49 | 69 | −20  |                                 |
| 22   | Charlton Athletic (D)    | 48   | 46 | 12 | 12 | 22 | 50 | 65 | −15  | Descenso de Categoría           |
| 23   | Wigan Athletic (D)       | 47   | 46 | 15 | 14 | 17 | 57 | 56 | +1   | Descenso de Categoría           |
| 24   | Hull City (D)            | 45   | 46 | 12 | 9  | 25 | 57 | 87 | −30  | Descenso de Categoría           |

Actualizado a los partidos jugados el 22 de julio de 2020.
 Fuente: EFL - SoccerWay
Criterios de clasificación: Puntos · Diferencia de goles · Goles a favor · Play-off.
Notas:
1. ↑  Wigan Athletic, reducción de 12 puntos. Wigan Athletic, estuvo sujeto a una deducción de 12 puntos. De acuerdo con las regulaciones de la EFL, el momento de la sanción deportiva solo se podía determinar una vez que se determinaron las posiciones finales de la liga en el Campeonato. Si el club era relegado en virtud de su posición final después de la conclusión de la temporada del Campeonato, la deducción se aplicaba en la League One 2020-21. Sin embargo, si el club no estaba en los lugares de descenso al final de la temporada, la sanción se aplicaba a su total de 2019-20.

## Evolución
| Equipo/Jornada                     | 1  | 2  | 3  | 4  | 5  | 6  | 7  | 8  | 9  | 10 | 11 | 12 | 13 | 14 | 15 | 16 | 17 | 18 | 19 | 20 | 21 | 22 | 23 | 24 | 25 | 26 | 27 | 28 | 29 | 30 | 31 | 32 | 33 | 34 | 35 | 36 | 37 | 38 | 39 | 40 | 41 | 42 | 43 | 44 | 45 | 46 |
| ---------------------------------- | -- | -- | -- | -- | -- | -- | -- | -- | -- | -- | -- | -- | -- | -- | -- | -- | -- | -- | -- | -- | -- | -- | -- | -- | -- | -- | -- | -- | -- | -- | -- | -- | -- | -- | -- | -- | -- | -- | -- | -- | -- | -- | -- | -- | -- | -- |
| Leeds United                       | 1  | 3  | 1  | 1  | 1  | 3  | 1  | 1  | 3  | 2  | 5  | 2  | 2  | 3  | 3  | 3  | 2  | 2  | 2  | 2  | 1  | 2  | 2  | 2  | 1  | 1  | 2  | 2  | 1  | 2  | 2  | 2  | 2  | 2  | 2  | 2  | 1  | 2  | 1  | 1  | 1  | 1  | 1  | 1  | 1  | 1  |
| West Bromwich                      | 8  | 5  | 3  | 6  | 8  | 4  | 6  | 4  | 1  | 4  | 1  | 1  | 1  | 1  | 1  | 1  | 1  | 1  | 1  | 1  | 2  | 1  | 1  | 1  | 2  | 2  | 1  | 1  | 2  | 1  | 1  | 1  | 1  | 1  | 1  | 1  | 2  | 1  | 2  | 2  | 2  | 2  | 2  | 2  | 2  | 2  |
| Brentford                          | 20 | 14 | 12 | 18 | 18 | 13 | 16 | 16 | 13 | 14 | 16 | 11 | 12 | 12 | 13 | 9  | 8  | 8  | 7  | 9  | 7  | 4  | 6  | 3  | 4  | 3  | 3  | 4  | 5  | 5  | 5  | 5  | 5  | 4  | 5  | 5  | 4  | 4  | 3  | 3  | 3  | 3  | 3  | 3  | 3  | 3  |
| Fulham                             | 21 | 11 | 7  | 3  | 4  | 5  | 9  | 8  | 7  | 3  | 4  | 7  | 7  | 7  | 8  | 7  | 4  | 3  | 3  | 3  | 3  | 6  | 4  | 5  | 3  | 5  | 4  | 3  | 4  | 3  | 3  | 3  | 3  | 3  | 3  | 3  | 3  | 3  | 5  | 5  | 4  | 4  | 4  | 4  | 4  | 4  |
| Cardiff City                       | 14 | 12 | 19 | 11 | 12 | 16 | 15 | 13 | 14 | 11 | 12 | 13 | 13 | 14 | 14 | 14 | 16 | 11 | 10 | 8  | 9  | 12 | 12 | 11 | 10 | 12 | 12 | 13 | 12 | 12 | 9  | 8  | 9  | 10 | 11 | 11 | 9  | 7  | 6  | 6  | 6  | 6  | 6  | 6  | 6  | 5  |
| Swansea City                       | 7  | 7  | 4  | 2  | 2  | 1  | 2  | 2  | 2  | 1  | 3  | 3  | 9  | 4  | 4  | 4  | 6  | 6  | 8  | 11 | 11 | 10 | 7  | 8  | 9  | 6  | 7  | 6  | 8  | 8  | 8  | 10 | 11 | 9  | 9  | 9  | 11 | 9  | 10 | 9  | 8  | 7  | 7  | 8  | 7  | 6  |
| Nottingham Forest                  | 18 | 20 | 9  | 13 | 9  | 10 | 11 | 9  | 8  | 6  | 6  | 8  | 8  | 10 | 5  | 5  | 5  | 4  | 4  | 5  | 5  | 8  | 10 | 7  | 5  | 4  | 5  | 5  | 3  | 4  | 4  | 4  | 4  | 5  | 4  | 4  | 5  | 5  | 4  | 4  | 5  | 5  | 5  | 5  | 5  | 7  |
| Milwall                            | 11 | 9  | 5  | 9  | 10 | 12 | 14 | 17 | 18 | 18 | 15 | 17 | 17 | 15 | 17 | 15 | 10 | 12 | 13 | 15 | 13 | 11 | 13 | 12 | 11 | 7  | 8  | 7  | 9  | 9  | 10 | 11 | 10 | 11 | 10 | 10 | 8  | 11 | 11 | 11 | 9  | 11 | 9  | 7  | 9  | 8  |
| Preston North                      | 22 | 10 | 16 | 10 | 6  | 7  | 5  | 3  | 4  | 5  | 2  | 5  | 6  | 2  | 2  | 2  | 3  | 5  | 6  | 7  | 6  | 3  | 5  | 6  | 7  | 10 | 10 | 9  | 7  | 7  | 6  | 6  | 6  | 6  | 6  | 6  | 6  | 6  | 7  | 8  | 10 | 8  | 8  | 9  | 8  | 9  |
| Derby County                       | 5  | 6  | 8  | 14 | 16 | 19 | 19 | 18 | 15 | 16 | 13 | 15 | 14 | 16 | 15 | 16 | 11 | 14 | 14 | 16 | 16 | 16 | 17 | 18 | 17 | 17 | 17 | 15 | 16 | 13 | 13 | 13 | 13 | 13 | 15 | 13 | 12 | 12 | 8  | 7  | 7  | 9  | 10 | 11 | 12 | 10 |
| Blackburn Rovers                   | 15 | 24 | 18 | 12 | 14 | 17 | 12 | 11 | 11 | 12 | 14 | 14 | 16 | 17 | 16 | 18 | 17 | 13 | 11 | 10 | 10 | 9  | 8  | 9  | 13 | 13 | 13 | 11 | 10 | 10 | 12 | 9  | 8  | 8  | 8  | 8  | 10 | 8  | 9  | 10 | 11 | 10 | 12 | 12 | 10 | 11 |
| Bristol City                       | 23 | 21 | 11 | 7  | 4  | 6  | 4  | 6  | 9  | 7  | 7  | 9  | 4  | 6  | 6  | 6  | 7  | 7  | 5  | 4  | 4  | 7  | 9  | 10 | 8  | 11 | 9  | 8  | 6  | 6  | 7  | 7  | 7  | 7  | 7  | 7  | 7  | 10 | 12 | 12 | 12 | 12 | 11 | 10 | 11 | 12 |
| Queens Park Rangers                | 6  | 4  | 13 | 19 | 13 | 8  | 7  | 5  | 10 | 10 | 9  | 4  | 5  | 8  | 9  | 10 | 12 | 16 | 16 | 14 | 12 | 13 | 14 | 14 | 15 | 15 | 15 | 14 | 14 | 16 | 17 | 17 | 16 | 15 | 13 | 14 | 13 | 13 | 14 | 15 | 13 | 14 | 16 | 16 | 14 | 13 |
| Reading                            | 24 | 23 | 17 | 15 | 11 | 15 | 18 | 20 | 20 | 21 | 21 | 20 | 20 | 21 | 19 | 17 | 18 | 18 | 18 | 18 | 18 | 18 | 16 | 15 | 14 | 14 | 14 | 16 | 15 | 15 | 16 | 16 | 15 | 16 | 16 | 16 | 14 | 14 | 15 | 16 | 14 | 13 | 13 | 14 | 15 | 14 |
| Stoke City                         | 19 | 22 | 24 | 24 | 24 | 24 | 24 | 23 | 24 | 24 | 24 | 23 | 23 | 23 | 24 | 23 | 23 | 23 | 23 | 23 | 22 | 22 | 24 | 21 | 21 | 21 | 21 | 21 | 20 | 21 | 20 | 21 | 21 | 19 | 20 | 21 | 17 | 18 | 20 | 22 | 18 | 21 | 17 | 17 | 17 | 15 |
| Sheffield Wednesday                | 2  | 1  | 6  | 4  | 7  | 11 | 10 | 10 | 6  | 9  | 8  | 10 | 3  | 5  | 7  | 8  | 9  | 10 | 9  | 6  | 8  | 5  | 3  | 4  | 6  | 8  | 6  | 10 | 11 | 11 | 11 | 12 | 12 | 12 | 12 | 12 | 15 | 15 | 13 | 13 | 15 | 16 | 14 | 15 | 16 | 16 |
| Middlesbrough                      | 13 | 18 | 22 | 17 | 17 | 18 | 13 | 15 | 19 | 20 | 20 | 21 | 21 | 22 | 22 | 22 | 21 | 20 | 20 | 19 | 20 | 20 | 20 | 19 | 16 | 16 | 16 | 17 | 17 | 18 | 18 | 18 | 18 | 20 | 21 | 22 | 19 | 21 | 19 | 21 | 22 | 18 | 19 | 18 | 19 | 17 |
| Huddersfield Town                  | 16 | 19 | 23 | 23 | 23 | 23 | 23 | 24 | 23 | 23 | 22 | 22 | 22 | 20 | 18 | 19 | 19 | 19 | 19 | 21 | 19 | 19 | 19 | 20 | 20 | 20 | 20 | 20 | 19 | 20 | 19 | 20 | 20 | 21 | 21 | 17 | 18 | 20 | 22 | 20 | 20 | 19 | 20 | 20 | 18 | 18 |
| Luton Town                         | 12 | 17 | 21 | 22 | 19 | 14 | 17 | 21 | 17 | 17 | 18 | 16 | 18 | 19 | 21 | 21 | 22 | 21 | 21 | 20 | 21 | 21 | 21 | 22 | 23 | 24 | 24 | 24 | 24 | 24 | 24 | 23 | 23 | 24 | 24 | 24 | 23 | 24 | 23 | 24 | 24 | 24 | 23 | 23 | 22 | 19 |
| Birmingham City                    | 10 | 8  | 15 | 8  | 15 | 9  | 8  | 12 | 12 | 15 | 11 | 12 | 11 | 11 | 12 | 13 | 15 | 15 | 15 | 13 | 15 | 15 | 15 | 16 | 18 | 18 | 18 | 18 | 18 | 17 | 15 | 14 | 14 | 14 | 14 | 15 | 16 | 16 | 16 | 17 | 17 | 17 | 18 | 19 | 20 | 20 |
| Barnsley                           | 9  | 15 | 14 | 20 | 21 | 21 | 22 | 22 | 22 | 22 | 23 | 24 | 24 | 24 | 23 | 24 | 24 | 24 | 24 | 24 | 24 | 24 | 22 | 23 | 22 | 23 | 22 | 22 | 23 | 23 | 23 | 24 | 24 | 23 | 23 | 23 | 24 | 23 | 24 | 23 | 23 | 23 | 24 | 24 | 23 | 21 |
| Charlton Athletic                  | 4  | 2  | 2  | 5  | 3  | 2  | 3  | 7  | 5  | 8  | 10 | 6  | 10 | 9  | 10 | 11 | 13 | 17 | 17 | 17 | 17 | 17 | 18 | 17 | 19 | 19 | 19 | 19 | 21 | 19 | 21 | 19 | 19 | 18 | 18 | 20 | 22 | 19 | 18 | 18 | 19 | 20 | 21 | 21 | 21 | 22 |
| Wigan Athletic                     | 3  | 16 | 20 | 21 | 22 | 22 | 21 | 19 | 21 | 19 | 19 | 18 | 19 | 18 | 20 | 20 | 20 | 22 | 22 | 22 | 23 | 23 | 23 | 24 | 24 | 22 | 23 | 23 | 22 | 22 | 22 | 22 | 22 | 22 | 22 | 19 | 20 | 17 | 17 | 14 | 16 | 15 | 15 | 13 | 13 | 23 |
| Hull City                          | 17 | 12 | 10 | 16 | 20 | 20 | 20 | 14 | 16 | 13 | 17 | 19 | 15 | 13 | 11 | 12 | 14 | 9  | 12 | 12 | 14 | 14 | 11 | 13 | 12 | 9  | 11 | 12 | 13 | 14 | 14 | 15 | 17 | 17 | 17 | 18 | 21 | 22 | 21 | 19 | 21 | 22 | 22 | 22 | 24 | 24 |
| Actualizado el 22 de julio de 2020 |    |    |    |    |    |    |    |    |    |    |    |    |    |    |    |    |    |    |    |    |    |    |    |    |    |    |    |    |    |    |    |    |    |    |    |    |    |    |    |    |    |    |    |    |    |    |

## Resultados
- Los horarios corresponden al huso horario del Reino Unido (Hora de Europa Occidental): UTC+0 en horario estándar y UTC+1 en horario de verano

### Primera vuelta
| Luton Town        | 3 - 3 | Middlesbrough        | Kenilworth Road     | 2 de agosto | 19:45 |
| Barnsley          | 1 - 0 | Fulham               | Oakwell             | 3 de agosto | 15:00 |
| Blackburn Rovers  | 1 - 2 | Charlton Athletic    | Ewood Park          | 3 de agosto | 15:00 |
| Brentford         | 0 - 1 | Birmingham City      | Griffin Park        | 3 de agosto | 15:00 |
| Millwall          | 1 - 0 | Preston North End    | The Den             | 3 de agosto | 15:00 |
| Reading           | 1 - 3 | Sheffield Wednesday  | Madejski Stadium    | 3 de agosto | 15:00 |
| Stoke City        | 1 - 2 | Queens Park Rangers  | Bet365 Stadium      | 3 de agosto | 15:00 |
| Swansea City      | 2 - 1 | Hull City            | Liberty Stadium     | 3 de agosto | 15:00 |
| Wigan Athletic    | 3 - 2 | Cardiff City         | DW Stadium          | 3 de agosto | 15:00 |
| Nottingham Forest | 1 - 2 | West Bromwich Albion | City Ground         | 3 de agosto | 15:00 |
| Bristol City      | 1 - 3 | Leeds United         | Ashton Gate Stadium | 4 de agosto | 17:00 |
| Huddersfield Town | 1 - 2 | Derby County         | Kirklees Stadium    | 5 de agosto | 19:45 |

| Leeds United         | 1 - 1 | Nottingham Forest | Elland Road          | 10 de agosto | 18:30 |
| Sheffield Wednesday  | 2 - 0 | Barnsley          | Estadio Hillsborough | 10 de agosto | 21:00 |
| Cardiff City         | 2 - 1 | Luton Town        | Cardiff City Stadium | 10 de agosto | 21:00 |
| Charlton Athletic    | 3 - 1 | Stoke City        | The Valley           | 10 de agosto | 21:00 |
| Derby County         | 0 - 0 | Swansea City      | Pride Park Stadium   | 10 de agosto | 21:00 |
| West Bromwich Albion | 1 - 1 | Millwall          | The Hawthorns        | 10 de agosto | 21:00 |
| Birmingham City      | 1 - 1 | Bristol City      | St Andrew's Stadium  | 10 de agosto | 21:00 |
| Middlesbrough        | 0 - 1 | Brentford         | Riverside Stadium    | 10 de agosto | 21:00 |
| Preston North End    | 3 - 0 | Wigan Athletic    | Deepdale             | 10 de agosto | 21:00 |
| Queens Park Rangers  | 1 - 1 | Huddersfield Town | Loftus Road          | 10 de agosto | 21:00 |
| Hull City            | 2 - 1 | Reading           | KC Stadium           | 10 de agosto | 21:00 |
| Fulham               | 2 - 0 | Blackburn Rovers  | Craven Cottage       | 10 de agosto | 21:00 |

| Huddersfield Town | 1 - 2 | Fulham               | Kirklees Stadium    | 16 de agosto | 19:45 |
| Swansea City      | 3 - 2 | Preston North End    | Liberty Stadium     | 17 de agosto | 15:00 |
| Barnsley          | 2 - 2 | Charlton Athletic    | Oakwell             | 17 de agosto | 15:00 |
| Blackburn Rovers  | 1 - 0 | Huddersfield Town    | Ewood Park          | 17 de agosto | 15:00 |
| Brentford         | 1 - 1 | Hull City            | Griffin Park        | 17 de agosto | 15:00 |
| Bristol City      | 2 - 0 | Queens Park Rangers  | Ashton Gate Stadium | 17 de agosto | 15:00 |
| Luton Town        | 1 - 2 | West Bromwich Albion | Kenilworth Road     | 17 de agosto | 15:00 |
| Millwall          | 1 - 0 | Sheffield Wednesday  | The Den             | 17 de agosto | 15:00 |
| Nottingham Forest | 3 - 0 | Birmingham City      | City Ground         | 17 de agosto | 15:00 |
| Stoke City        | 2 - 2 | Derby County         | Bet365 Stadium      | 17 de agosto | 15:00 |
| Wigan Athletic    | 0 - 2 | Leeds United         | DW Stadium          | 17 de agosto | 15:00 |
| Reading           | 3 - 0 | Cardiff City         | Madejski Stadium    | 18 de agosto | 12:00 |

| Birmingham City      | 2 - 0 | Barnsley          | St Andrew's Stadium  | 20 de agosto | 19:45 |
| Derby County         | 1 - 2 | Bristol City      | Pride Park Stadium   | 20 de agosto | 19:45 |
| Hull City            | 0 - 1 | Blackburn Rovers  | KC Stadium           | 20 de agosto | 19:45 |
| Middlesbrough        | 1 - 0 | Wigan Athletic    | Riverside Stadium    | 20 de agosto | 19:45 |
| Sheffield Wednesday  | 1 - 0 | Luton Town        | Estadio Hillsborough | 20 de agosto | 19:45 |
| Cardiff City         | 2 - 1 | Huddersfield Town | Cardiff City Stadium | 21 de agosto | 19:45 |
| Charlton Athletic    | 1 - 1 | Nottingham Forest | The Valley           | 21 de agosto | 19:45 |
| Fulham               | 4 - 0 | Millwall          | Craven Cottage       | 21 de agosto | 19:45 |
| Leeds United         | 1 - 0 | Brentford         | Elland Road          | 21 de agosto | 19:45 |
| Preston North End    | 3 - 1 | Stoke City        | Deepdale             | 21 de agosto | 19:45 |
| Queens Park Rangers  | 1 - 3 | Swansea City      | Loftus Road          | 21 de agosto | 19:45 |
| West Bromwich Albion | 1 - 1 | Reading           | The Hawthorns        | 21 de agosto | 20:00 |

| Derby County        | 1 - 1 | West Bromwich Albion | Pride Park Stadium | 24 de agosto | 18:30 |
| Blackburn Rovers    | 0 - 0 | Cardiff City         | Ewood Park         | 24 de agosto | 15:00 |
| Charlton Athletic   | 1 - 0 | Brentford            | The Valley         | 24 de agosto | 15:00 |
| Fulham              | 1 - 2 | Nottingham Forest    | Craven Cottage     | 24 de agosto | 15:00 |
| Barnsley            | 1 - 3 | Luton Town           | Oakwell            | 24 de agosto | 15:00 |
| Hull City           | 1 - 3 | Bristol City         | KC Stadium         | 24 de agosto | 15:00 |
| Middlesbrough       | 1 - 1 | Millwall             | Riverside Stadium  | 24 de agosto | 15:00 |
| Preston North End   | 2 - 1 | Sheffield Wednesday  | Deepdale           | 24 de agosto | 15:00 |
| Queens Park Rangers | 3 - 1 | Wigan Athletic       | Loftus Road        | 24 de agosto | 15:00 |
| Stoke City          | 0 - 3 | Leeds United         | Bet365 Stadium     | 24 de agosto | 15:00 |
| Huddersfield Town   | 0 - 2 | Reading              | Kirklees Stadium   | 24 de agosto | 15:00 |
| Swansea City        | 3 - 0 | Birmingham City      | Liberty Stadium    | 25 de agosto | 12:00 |

| Cardiff City         | 1 - 1 | Fulham              | Cardiff City Stadium | 30 de agosto | 19:45 |
| Bristol City         | 2 - 2 | Middlesbrough       | Ashton Gate Stadium  | 31 de agosto | 12:30 |
| Birmingham City      | 2 - 1 | Stoke City          | St Andrew's Stadium  | 31 de agosto | 15:00 |
| Brentford            | 3 - 0 | Derby County        | Griffin Park         | 31 de agosto | 15:00 |
| Sheffield Wednesday  | 1 - 2 | Queens Park Rangers | Estadio Hillsborough | 31 de agosto | 15:00 |
| Leeds United         | 0 - 1 | Swansea City        | Elland Road          | 31 de agosto | 15:00 |
| Luton Town           | 2 - 1 | Huddersfield Town   | Kenilworth Road      | 31 de agosto | 15:00 |
| Millwall             | 1 - 1 | Hull City           | The Den              | 31 de agosto | 15:00 |
| Nottingham Forest    | 1 - 1 | Preston North End   | City Ground          | 31 de agosto | 15:00 |
| Reading              | 0 - 2 | Charlton Athletic   | Madejski Stadium     | 31 de agosto | 15:00 |
| West Bromwich Albion | 3 - 2 | Blackburn Rovers    | The Hawthorns        | 31 de agosto | 15:00 |
| Wigan Athletic       | 0 - 0 | Barnsley            | DW Stadium           | 31 de agosto | 15:00 |

| Derby County        | 1 - 1 | Cardiff City         | Pride Park Stadium | 13 de septiembre | 19:45 |
| Fulham              | 1 - 1 | West Bromwich Albion | Craven Cottage     | 14 de septiembre | 12:30 |
| Blackburn Rovers    | 2 - 0 | Millwall             | Ewood Park         | 14 de septiembre | 15:00 |
| Charlton Athletic   | 0 - 1 | Birmingham City      | The Valley         | 14 de septiembre | 15:00 |
| Hull City           | 2 - 2 | Wigan Athletic       | KC Stadium         | 14 de septiembre | 15:00 |
| Middlesbrough       | 1 - 0 | Reading              | Riverside Stadium  | 14 de septiembre | 15:00 |
| Preston North End   | 2 - 0 | Brentford            | Deepdale           | 14 de septiembre | 15:00 |
| Queens Park Rangers | 3 - 2 | Luton Town           | Loftus Road        | 14 de septiembre | 15:00 |
| Stoke City          | 1 - 2 | Bristol City         | Bet365 Stadium     | 14 de septiembre | 15:00 |
| Swansea City        | 0 - 1 | Nottingham Forest    | Liberty Stadium    | 14 de septiembre | 15:00 |
| Huddersfield Town   | 0 - 2 | Sheffield Wednesday  | Kirklees Stadium   | 15 de septiembre | 12:00 |
| Barnsley            | 0 - 2 | Leeds United         | Oakwell            | 15 de septiembre | 12:30 |

| Leeds United         | 1 - 1 | Derby County        | Elland Road          | 21 de septiembre | 12:30 |
| Wigan Athletic       | 2 - 0 | Charlton Athletic   | DW Stadium           | 21 de septiembre | 15:00 |
| Brentford            | 0 - 0 | Stoke City          | Griffin Park         | 21 de septiembre | 15:00 |
| Bristol City         | 0 - 0 | Swansea City        | Ashton Gate Stadium  | 21 de septiembre | 15:00 |
| Cardiff City         | 1 - 0 | Middlesbrough       | Cardiff City Stadium | 21 de septiembre | 15:00 |
| Birmingham City      | 0 - 1 | Preston North End   | St Andrew's Stadium  | 21 de septiembre | 15:00 |
| Millwall             | 1 - 2 | Queens Park Rangers | The Den              | 21 de septiembre | 15:00 |
| Nottingham Forest    | 1 - 0 | Barnsley            | City Ground          | 21 de septiembre | 15:00 |
| Reading              | 1 - 2 | Blackburn Rovers    | Madejski Stadium     | 21 de septiembre | 15:00 |
| Sheffield Wednesday  | 1 - 1 | Fulham              | Estadio Hillsborough | 21 de septiembre | 15:00 |
| Luton Town           | 0 - 3 | Hull City           | Kenilworth Road      | 21 de septiembre | 15:00 |
| West Bromwich Albion | 4 - 2 | Huddersfield Town   | The Hawthorns        | 22 de septiembre | 12:00 |

| Fulham              | 2 - 0 | Wigan Athletic       | Craven Cottage     | 27 de septiembre | 19:15 |
| Stoke City          | 2 - 3 | Nottingham Forest    | Bet365 Stadium     | 27 de septiembre | 20:00 |
| Queens Park Rangers | 0 - 2 | West Bromwich Albion | Loftus Road        | 28 de septiembre | 12:30 |
| Blackburn Rovers    | 1 - 2 | Luton Town           | Ewood Park         | 28 de septiembre | 15:00 |
| Charlton Athletic   | 1 - 0 | Leeds United         | The Valley         | 28 de septiembre | 15:00 |
| Derby County        | 3 - 2 | Birmingham City      | Pride Park Stadium | 28 de septiembre | 15:00 |
| Huddersfield Town   | 1 - 1 | Millwall             | Kirklees Stadium   | 28 de septiembre | 15:00 |
| Hull City           | 2 - 2 | Cardiff City         | KC Stadium         | 28 de septiembre | 15:00 |
| Middlesbrough       | 1 - 4 | Sheffield Wednesday  | Riverside Stadium  | 28 de septiembre | 15:00 |
| Preston North End   | 3 - 3 | Bristol City         | Deepdale           | 28 de septiembre | 15:00 |
| Swansea City        | 1 - 1 | Reading              | Liberty Stadium    | 28 de septiembre | 15:00 |
| Barnsley            | 1 - 3 | Brentford            | Oakwell            | 29 de septiembre | 13:30 |

| Blackburn Rovers  | 1 - 1 | Nottingham Forest    | Ewood Park           | 1 de octubre | 19:45 |
| Hull City         | 1 - 0 | Sheffield Wednesday  | KC Stadium           | 1 de octubre | 19:45 |
| Leeds United      | 1 - 0 | West Bromwich Albion | Elland Road          | 1 de octubre | 19:45 |
| Middlesbrough     | 1 - 1 | Preston North End    | Riverside Stadium    | 1 de octubre | 19:45 |
| Wigan Athletic    | 1 - 0 | Birmingham City      | DW Stadium           | 1 de octubre | 19:45 |
| Reading           | 1 - 4 | Fulham               | Madejski Stadium     | 1 de octubre | 20:00 |
| Stoke City        | 0 - 1 | Huddersfield Town    | Bet365 Stadium       | 1 de octubre | 20:00 |
| Barnsley          | 2 - 2 | Derby County         | Oakwell              | 2 de octubre | 19:45 |
| Brentford         | 1 - 1 | Bristol City         | Griffin Park         | 2 de octubre | 19:45 |
| Cardiff City      | 3 - 0 | Queens Park Rangers  | Cardiff City Stadium | 2 de octubre | 19:45 |
| Charlton Athletic | 1 - 2 | Swansea City         | The Valley           | 2 de octubre | 19:45 |
| Luton Town        | 1 - 1 | Millwall             | Kenilworth Road      | 2 de octubre | 19:45 |

| Birmingham City      | 2 - 1 | Middlesbrough     | St Andrew's Stadium  | 4 de octubre | 19:45 |
| Fulham               | 2 - 2 | Charlton Athletic | Craven Cottage       | 5 de octubre | 18:30 |
| West Bromwich Albion | 4 - 2 | Cardiff City      | The Hawthorns        | 5 de octubre | 15:00 |
| Bristol City         | 1 - 0 | Reading           | Ashton Gate Stadium  | 5 de octubre | 15:00 |
| Derby County         | 2 - 0 | Luton Town        | Pride Park Stadium   | 5 de octubre | 15:00 |
| Huddersfield Town    | 3 - 0 | Hull City         | Kirklees Stadium     | 5 de octubre | 15:00 |
| Millwall             | 2 - 1 | Leeds United      | The Den              | 5 de octubre | 15:00 |
| Preston North End    | 5 - 1 | Barnsley          | Deepdale             | 5 de octubre | 15:00 |
| Queens Park Rangers  | 4 - 2 | Blackburn Rovers  | Loftus Road          | 5 de octubre | 15:00 |
| Sheffield Wednesday  | 1 - 0 | Wigan Athletic    | Estadio Hillsborough | 5 de octubre | 15:00 |
| Swansea City         | 1 - 2 | Stoke City        | Liberty Stadium      | 5 de octubre | 15:00 |
| Nottingham Forest    | 1 - 0 | Brentford         | City Ground          | 5 de octubre | 15:00 |

| Cardiff City      | 1 - 1 | Sheffield Wednesday  | Cardiff City Stadium | 18 de octubre | 19:45 |
| Blackburn Rovers  | 2 - 2 | Huddersfield Town    | Ewood Park           | 19 de octubre | 12:30 |
| Barnsley          | 1 - 1 | Swansea City         | Oakwell              | 19 de octubre | 15:00 |
| Brentford         | 3 - 2 | Millwall             | Griffin Park         | 19 de octubre | 15:00 |
| Charlton Athletic | 3 - 0 | Derby County         | The Valley           | 19 de octubre | 15:00 |
| Hull City         | 2 - 3 | Queens Park Rangers  | KC Stadium           | 19 de octubre | 15:00 |
| Leeds United      | 1 - 0 | Birmingham City      | Elland Road          | 19 de octubre | 15:00 |
| Luton Town        | 3 - 0 | Bristol City         | Kenilworth Road      | 19 de octubre | 15:00 |
| Middlesbrough     | 0 - 1 | West Bromwich Albion | Riverside Stadium    | 19 de octubre | 15:00 |
| Reading           | 1 - 0 | Preston North End    | Madejski Stadium     | 19 de octubre | 15:00 |
| Stoke City        | 2 - 0 | Fulham               | Bet365 Stadium       | 19 de octubre | 15:00 |
| Wigan Athletic    | 1 - 0 | Nottingham Forest    | DW Stadium           | 20 de octubre | 14:00 |

| Birmingham City      | 1 - 0 | Blackburn Rovers  | St Andrew's Stadium  | 22 de octubre | 19:45 |
| Millwall             | 2 - 2 | Cardiff City      | The Den              | 22 de octubre | 19:45 |
| Queens Park Rangers  | 2 - 2 | Reading           | Loftus Road          | 22 de octubre | 19:45 |
| Sheffield Wednesday  | 1 - 0 | Stoke City        | Estadio Hillsborough | 22 de octubre | 19:45 |
| Swansea City         | 0 - 3 | Brentford         | Liberty Stadium      | 22 de octubre | 19:45 |
| Preston North End    | 1 - 1 | Leeds United      | Deepdale             | 22 de octubre | 19:45 |
| West Bromwich Albion | 2 - 2 | Barnsley          | The Hawthorns        | 22 de octubre | 20:00 |
| Bristol City         | 2 - 1 | Charlton Athletic | Ashton Gate Stadium  | 23 de octubre | 19:45 |
| Derby County         | 1 - 0 | Wigan Athletic    | Pride Park Stadium   | 23 de octubre | 19:45 |
| Fulham               | 3 - 2 | Luton Town        | Craven Cottage       | 23 de octubre | 19:45 |
| Huddersfield Town    | 0 - 0 | Nottingham Forest | Kirklees Stadium     | 23 de octubre | 19:45 |
| Nottingham Forest    | 1 - 2 | Hull City         | City Ground          | 23 de octubre | 19:45 |

| Sheffield Wednesday  | 0 - 0 | Leeds United      | Estadio Hillsborough | 26 de octubre | 12:30 |
| West Bromwich Albion | 2 - 2 | Charlton Athletic | The Hawthorns        | 26 de octubre | 15:00 |
| Huddersfield Town    | 2 - 1 | Barnsley          | Kirklees Stadium     | 26 de octubre | 15:00 |
| Hull City            | 2 - 0 | Derby County      | KC Stadium           | 26 de octubre | 15:00 |
| Middlesbrough        | 0 - 0 | Fulham            | Riverside Stadium    | 26 de octubre | 15:00 |
| Birmingham City      | 2 - 1 | Luton Town        | St Andrew's Stadium  | 26 de octubre | 15:00 |
| Preston North End    | 3 - 2 | Blackburn Rovers  | Deepdale             | 26 de octubre | 15:00 |
| Millwall             | 2 - 0 | Stoke City        | The Den              | 26 de octubre | 15:00 |
| Swansea City         | 1 - 0 | Cardiff City      | Liberty Stadium      | 27 de octubre | 12:00 |
| Bristol City         | 2 - 2 | Wigan Athletic    | Ashton Gate Stadium  | 27 de octubre | 13:30 |
| Queens Park Rangers  | 1 - 3 | Brentford         | Loftus Road          | 28 de octubre | 19:45 |
| Nottingham Forest    | 1 - 1 | Reading           | City Ground          | 21 de enero   | 19:45 |

| Barnsley          | 2 - 2 | Bristol City         | Oakwell              | 1 de noviembre | 19:45 |
| Wigan Athletic    | 1 - 2 | Swansea City         | DW Stadium           | 2 de noviembre | 12:30 |
| Blackburn Rovers  | 2 - 1 | Sheffield Wednesday  | Ewood Park           | 2 de noviembre | 15:00 |
| Brentford         | 0 - 1 | Huddersfield Town    | Griffin Park         | 2 de noviembre | 15:00 |
| Cardiff City      | 4 - 2 | Birmingham City      | Cardiff City Stadium | 2 de noviembre | 15:00 |
| Derby County      | 2 - 0 | Middlesbrough        | Pride Park Stadium   | 2 de noviembre | 15:00 |
| Fulham            | 0 - 3 | Hull City            | Craven Cottage       | 2 de noviembre | 15:00 |
| Leeds United      | 2 - 0 | Queens Park Rangers  | Elland Road          | 2 de noviembre | 15:00 |
| Luton Town        | 1 - 2 | Nottingham Forest    | Kenilworth Road      | 2 de noviembre | 15:00 |
| Reading           | 2 - 1 | Millwall             | Madejski Stadium     | 2 de noviembre | 15:00 |
| Charlton Athletic | 0 - 1 | Preston North End    | The Valley           | 3 de noviembre | 12:00 |
| Stoke City        | 0 - 2 | West Bromwich Albion | Bet365 Stadium       | 4 de noviembre | 20:00 |

| Nottingham Forest   | 1 - 0 | Derby County         | City Ground          | 9 de noviembre  | 12:30 |
| Barnsley            | 2 - 4 | Stoke City           | Oakwell              | 9 de noviembre  | 15:00 |
| Birmingham City     | 0 - 1 | Fulham               | St Andrew's Stadium  | 9 de noviembre  | 15:00 |
| Hull City           | 0 - 1 | West Bromwich Albion | KC Stadium           | 9 de noviembre  | 15:00 |
| Leeds United        | 2 - 1 | Blackburn Rovers     | Elland Road          | 9 de noviembre  | 15:00 |
| Millwall            | 2 - 1 | Charlton Athletic    | The Den              | 9 de noviembre  | 15:00 |
| Preston North End   | 3 - 1 | Huddersfield Town    | Deepdale             | 9 de noviembre  | 15:00 |
| Queens Park Rangers | 2 - 2 | Middlesbrough        | Loftus Road          | 9 de noviembre  | 15:00 |
| Reading             | 3 - 0 | Luton Town           | Madejski Stadium     | 9 de noviembre  | 15:00 |
| Sheffield Wednesday | 2 - 2 | Swansea City         | Estadio Hillsborough | 9 de noviembre  | 15:00 |
| Wigan Athletic      | 0 - 3 | Brentford            | DW Stadium           | 9 de noviembre  | 15:00 |
| Cardiff City        | 0 - 1 | Bristol City         | Cardiff City Stadium | 10 de noviembre | 12:00 |

| Fulham               | 2 - 1 | Queens Park Rangers | Craven Cottage      | 22 de noviembre | 19:45 |
| Charlton Athletic    | 2 - 2 | Cardiff City        | The Valley          | 23 de noviembre | 12:30 |
| West Bromwich Albion | 2 - 1 | Sheffield Wednesday | The Hawthorns       | 23 de noviembre | 15:00 |
| Brentford            | 1 - 0 | Reading             | Griffin Park        | 23 de noviembre | 15:00 |
| Bristol City         | 0 - 0 | Nottingham Forest   | Ashton Gate Stadium | 23 de noviembre | 15:00 |
| Derby County         | 1 - 0 | Preston North End   | Pride Park Stadium  | 23 de noviembre | 15:00 |
| Blackburn Rovers     | 3 - 2 | Barnsley            | Ewood Park          | 23 de noviembre | 15:00 |
| Huddersfield Town    | 1 - 1 | Birmingham City     | Kirklees Stadium    | 23 de noviembre | 15:00 |
| Luton Town           | 1 - 2 | Leeds United        | Kenilworth Road     | 23 de noviembre | 15:00 |
| Stoke City           | 2 - 1 | Wigan Athletic      | Bet365 Stadium      | 23 de noviembre | 15:00 |
| Swansea City         | 0 - 1 | Millwall            | Liberty Stadium     | 23 de noviembre | 15:00 |
| Middlesbrough        | 2 - 2 | Hull City           | Riverside Stadium   | 24 de noviembre | 12:00 |

| Cardiff City         | 1 - 0 | Stoke City        | Cardiff City Stadium | 26 de noviembre | 19:45 |
| Fulham               | 3 - 0 | Derby County      | Craven Cottage       | 26 de noviembre | 19:45 |
| Luton Town           | 2 - 1 | Charlton Athletic | Kenilworth Road      | 26 de noviembre | 19:45 |
| Millwall             | 2 - 2 | Wigan Athletic    |                      | 26 de noviembre | 19:45 |
| Huddersfield Town    | 1 - 1 | Swansea City      | Kirklees Stadium     | 26 de noviembre | 19:45 |
| Reading              | 0 -1  | Leeds United      | Madejski Stadium     | 26 de noviembre | 20:00 |
| Sheffield Wednesday  | 1 - 1 | Birmingham City   | Estadio Hillsborough | 27 de noviembre | 19:45 |
| Blackburn Rovers     | 1 - 0 | Brentford         | Ewood Park           | 27 de noviembre | 19:45 |
| Hull City            | 4 - 0 | Preston North End | KC Stadium           | 27 de noviembre | 19:45 |
| Middlesbrough        | 1 - 0 | Barnsley          | Riverside Stadium    | 27 de noviembre | 19:45 |
| Queens Park Rangers  | 0 - 4 | Nottingham Forest | Loftus Road          | 27 de noviembre | 19:45 |
| West Bromwich Albion | 4 - 1 | Bristol City      | The Hawthorns        | 27 de noviembre | 20:00 |

| Swansea City      | 1 - 2 | Fulham               | Liberty Stadium     | 29 de noviembre | 19:45 |
| Charlton Athletic | 1 - 3 | Sheffield Wednesday  | The Valley          | 30 de noviembre | 12:30 |
| Barnsley          | 3 - 1 | Hull City            | Oakwell             | 30 de noviembre | 15:00 |
| Birmingham City   | 1 - 1 | Millwall             | St Andrew's Stadium | 30 de noviembre | 15:00 |
| Brentford         | 7 - 0 | Luton Town           | Griffin Park        | 30 de noviembre | 15:00 |
| Bristol City      | 5 - 2 | Huddersfield Town    | Ashton Gate Stadium | 30 de noviembre | 15:00 |
| Derby County      | 1 - 1 | Queens Park Rangers  | Pride Park Stadium  | 30 de noviembre | 15:00 |
| Leeds United      | 4 - 0 | Middlesbrough        | Elland Road         | 30 de noviembre | 15:00 |
| Nottingham Forest | 0 - 1 | Cardiff City         | City Ground         | 30 de noviembre | 15:00 |
| Stoke City        | 1 - 2 | Blackburn Rovers     | Bet365 Stadium      | 30 de noviembre | 15:00 |
| Wigan Athletic    | 1 - 3 | Reading              | DW Stadium          | 30 de noviembre | 15:00 |
| Preston North End | 0 - 1 | West Bromwich Albion | Deepdale            | 2 de diciembre  | 19:45 |

| Millwall             | 2 - 2 | Nottingham Forest | The Den              | 6 de diciembre | 19:45 |
| Huddersfield Town    | 0 - 2 | Leeds United      | Kirklees Stadium     | 7 de diciembre | 12:30 |
| Cardiff City         | 3 - 2 | Barnsley          | Cardiff City Stadium | 7 de diciembre | 15:00 |
| Fulham               | 1 - 2 | Bristol City      | Craven Cottage       | 7 de diciembre | 15:00 |
| Blackburn Rovers     | 1 - 0 | Derby County      | Ewood Park           | 7 de diciembre | 15:00 |
| Luton Town           | 2 - 1 | Wigan Athletic    | Kenilworth Road      | 7 de diciembre | 15:00 |
| Middlesbrough        | 1 - 0 | Charlton Athletic | Riverside Stadium    | 7 de diciembre | 15:00 |
| Queens Park Rangers  | 2 - 0 | Preston North End | Loftus Road          | 7 de diciembre | 15:00 |
| Reading              | 2 - 3 | Birmingham City   | Madejski Stadium     | 7 de diciembre | 15:00 |
| Sheffield Wednesday  | 2 - 1 | Brentford         | Estadio Hillsborough | 7 de diciembre | 15:00 |
| Hull City            | 2 - 1 | Stoke City        | KC Stadium           | 7 de diciembre | 15:00 |
| West Bromwich Albion | 5 - 1 | Swansea City      | The Hawthorns        | 8 de diciembre | 12:00 |

| Bristol City      | 1 - 2 | Millwall             | Ashton Gate Stadium | 10 de diciembre | 19:45 |
| Charlton Athletic | 0 - 1 | Huddersfield Town    | The Valley          | 10 de diciembre | 19:45 |
| Leeds United      | 2 - 0 | Hull City            | Elland Road         | 10 de diciembre | 19:45 |
| Preston North End | 2 - 1 | Fulham               | Deepdale            | 10 de diciembre | 19:45 |
| Nottingham Forest | 1 - 1 | Middlesbrough        | City Ground         | 10 de diciembre | 19:45 |
| Stoke City        | 3 - 0 | Luton Town           | Bet365 Stadium      | 10 de diciembre | 20:00 |
| Wigan Athletic    | 1 - 1 | West Bromwich Albion | DW Stadium          | 11 de diciembre | 19:45 |
| Barnsley          | 1 - 1 | Reading              | Oakwell             | 11 de diciembre | 19:45 |
| Birmingham City   | 0 - 2 | Queens Park Rangers  | St Andrew's Stadium | 11 de diciembre | 19:45 |
| Brentford         | 2 - 1 | Cardiff City         | Griffin Park        | 11 de diciembre | 19:45 |
| Derby County      | 1 - 1 | Sheffield Wednesday  | Pride Park Stadium  | 11 de diciembre | 19:45 |
| Swansea City      | 1 - 1 | Blackburn Rovers     | Liberty Stadium     | 11 de diciembre | 19:45 |

| Charlton Athletic | 2 - 2 | Hull City            | The Valley          | 13 de diciembre | 19:45 |
| Birmingham City   | 2 - 3 | West Bromwich Albion | St Andrew's Stadium | 14 de diciembre | 12:30 |
| Barnsley          | 5 - 3 | Queens Park Rangers  | Oakwell             | 14 de diciembre | 13:00 |
| Brentford         | 1 - 0 | Fulham               | Griffin Park        | 14 de diciembre | 13:00 |
| Bristol City      | 0 - 2 | Blackburn Rovers     | Ashton Gate Stadium | 14 de diciembre | 13:00 |
| Derby County      | 0 - 1 | Millwall             | Pride Park Stadium  | 14 de diciembre | 13:00 |
| Leeds United      | 3 - 3 | Cardiff City         | Elland Road         | 14 de diciembre | 13:00 |
| Nottingham Forest | 0 - 4 | Sheffield Wednesday  | City Ground         | 14 de diciembre | 13:00 |
| Preston North End | 2 - 1 | Luton Town           | Deepdale            | 14 de diciembre | 13:00 |
| Stoke City        | 0 - 0 | Reading              | Bet365 Stadium      | 14 de diciembre | 13:00 |
| Swansea City      | 3 - 1 | Middlesbrough        | Liberty Stadium     | 14 de diciembre | 13:00 |
| Wigan Athletic    | 1 - 1 | Huddersfield Town    | DW Stadium          | 14 de diciembre | 13:00 |

| Middlesbrough        | 2 - 1 | Stoke City        | Riverside Stadium    | 20 de diciembre | 19:45 |
| Cardiff City         | 0 - 0 | Preston North End | Cardiff City Stadium | 21 de diciembre | 12:30 |
| West Bromwich Albion | 1 - 1 | Brentford         | The Hawthorns        | 21 de diciembre | 13:00 |
| Fulham               | 2 - 1 | Leeds United      | Craven Cottage       | 21 de diciembre | 13:00 |
| Huddersfield Town    | 2 - 1 | Nottingham Forest | Kirklees Stadium     | 21 de diciembre | 13:00 |
| Hull City            | 3 - 0 | Birmingham City   | KC Stadium           | 21 de diciembre | 13:00 |
| Luton Town           | 0 - 1 | Swansea City      | Kenilworth Road      | 21 de diciembre | 13:00 |
| Millwall             | 1 - 2 | Barnsley          | The Den              | 21 de diciembre | 13:00 |
| Queens Park Rangers  | 2 - 2 | Charlton Athletic | Loftus Road          | 21 de diciembre | 13:00 |
| Reading              | 3 - 0 | Derby County      | Madejski Stadium     | 21 de diciembre | 13:00 |
| Sheffield Wednesday  | 1 - 0 | Bristol City      | Estadio Hillsborough | 22 de diciembre | 12:00 |
| Blackburn Rovers     | 0 - 0 | Wigan Athletic    | Ewood Park           | 23 de diciembre | 19:45 |

### Segunda vuelta
| Wigan Athletic    | 1 - 1 | Derby County         | DW Stadium           | 26 de diciembre | 15:00 |
| Blackburn Rovers  | 1 - 1 | Birmingham City      | Ewood Park           | 26 de diciembre | 15:00 |
| Brentford         | 3 - 1 | Swansea City         | Griffin Park         | 26 de diciembre | 15:00 |
| Cardiff City      | 1 - 1 | Millwall             | Cardiff City Stadium | 26 de diciembre | 15:00 |
| Charlton Athletic | 3 - 2 | Bristol City         | The Valley           | 26 de diciembre | 15:00 |
| Hull City         | 0 - 2 | Nottingham Forest    | KC Stadium           | 26 de diciembre | 15:00 |
| Luton Town        | 3 - 3 | Fulham               | Kenilworth Road      | 26 de diciembre | 15:00 |
| Middlesbrough     | 1 - 0 | Huddersfield Town    | Riverside Stadium    | 26 de diciembre | 15:00 |
| Stoke City        | 3 - 2 | Sheffield Wednesday  | Bet365 Stadium       | 26 de diciembre | 15:00 |
| Barnsley          | 1 - 1 | West Bromwich Albion | Oakwell              | 26 de diciembre | 15:00 |
| Leeds United      | 1 - 1 | Preston North End    | Elland Road          | 26 de diciembre | 17:15 |
| Reading           | 1 - 0 | Queens Park Rangers  | Madejski Stadium     | 26 de diciembre | 19:30 |

| Birmingham City      | 4 - 5 | Leeds United      | St Andrew's Stadium  | 29 de diciembre | 15:00 |
| Bristol City         | 3 - 0 | Luton Town        | Ashton Gate Stadium  | 29 de diciembre | 15:00 |
| Fulham               | 1 - 0 | Stoke City        | Craven Cottage       | 29 de diciembre | 15:00 |
| Huddersfield Town    | 2 - 1 | Blackburn Rovers  | Kirklees Stadium     | 29 de diciembre | 15:00 |
| Millwall             | 1 - 0 | Brentford         | The Den              | 29 de diciembre | 15:00 |
| Nottingham Forest    | 1 - 0 | Wigan Athletic    | City Ground          | 29 de diciembre | 15:00 |
| Preston North End    | 0 - 2 | Reading           | Deepdale             | 29 de diciembre | 15:00 |
| Queens Park Rangers  | 1 - 2 | Hull City         | Loftus Road          | 29 de diciembre | 15:00 |
| Sheffield Wednesday  | 1 - 2 | Cardiff City      | Estadio Hillsborough | 29 de diciembre | 15:00 |
| Swansea City         | 0 - 0 | Barnsley          | Liberty Stadium      | 29 de diciembre | 15:00 |
| West Bromwich Albion | 0 - 2 | Middlesbrough     | The Hawthorns        | 29 de diciembre | 15:00 |
| Derby County         | 2 - 1 | Charlton Athletic | Pride Park Stadium   | 30 de diciembre | 19:45 |

| Millwall             | 3 - 1 | Luton Town        | The Den              | 1 de enero | 12:45 |
| Bristol City         | 0 - 4 | Brentford         | Ashton Gate Stadium  | 1 de enero | 15:00 |
| Fulham               | 1 - 2 | Reading           | Craven Cottage       | 1 de enero | 15:00 |
| Birmingham City      | 2 - 3 | Wigan Athletic    | St Andrew's Stadium  | 1 de enero | 15:00 |
| Nottingham Forest    | 3 - 2 | Blackburn Rovers  | City Ground          | 1 de enero | 15:00 |
| Preston North End    | 0 - 2 | Middlesbrough     | Deepdale             | 1 de enero | 15:00 |
| Queens Park Rangers  | 6 - 1 | Cardiff City      | Loftus Road          | 1 de enero | 15:00 |
| Sheffield Wednesday  | 0 - 1 | Hull City         | Estadio Hillsborough | 1 de enero | 15:00 |
| Huddersfield Town    | 2 - 5 | Stoke City        | Kirklees Stadium     | 1 de enero | 15:00 |
| West Bromwich Albion | 1 - 1 | Leeds United      | The Hawthorns        | 1 de enero | 17:15 |
| Derby County         | 2 - 1 | Barnsley          | Pride Park Stadium   | 2 de enero | 19:45 |
| Swansea City         | 1 - 0 | Charlton Athletic | Liberty Stadium      | 2 de enero | 19:45 |

| Barnsley          | 2 - 1 | Huddersfield Town    | Oakwell              | 11 de enero | 15:00 |
| Blackburn Rovers  | 1 - 1 | Preston North End    | Ewood Park           | 11 de enero | 15:00 |
| Brentford         | 3 - 1 | Queens Park Rangers  | Griffin Park         | 11 de enero | 15:00 |
| Charlton Athletic | 2 - 2 | West Bromwich Albion | The Valley           | 11 de enero | 15:00 |
| Hull City         | 0 - 1 | Fulham               | KC Stadium           | 11 de enero | 15:00 |
| Leeds United      | 0 - 2 | Sheffield Wednesday  | Elland Road          | 11 de enero | 15:00 |
| Luton Town        | 1 - 2 | Birmingham City      | Kenilworth Road      | 11 de enero | 15:00 |
| Middlesbrough     | 2 - 2 | Derby County         | Riverside Stadium    | 11 de enero | 15:00 |
| Stoke City        | 0 - 0 | Millwall             | Bet365 Stadium       | 11 de enero | 15:00 |
| Reading           | 1 - 1 | Nottingham Forest    | Madejski Stadium     | 11 de enero | 15:00 |
| Wigan Athletic    | 0 - 2 | Bristol City         | DW Stadium           | 11 de enero | 15:00 |
| Cardiff City      | 0 - 0 | Swansea City         | Cardiff City Stadium | 12 de enero | 12:00 |

| Fulham               | 1 - 0 | Middlesbrough     | Craven Cottage       | 17 de enero | 19:45 |
| Queens Park Rangers  | 1 - 0 | Leeds United      | Loftus Road          | 18 de enero | 12:30 |
| Birmingham City      | 1 - 1 | Cardiff City      | St Andrew's Stadium  | 18 de enero | 15:00 |
| Bristol City         | 1 - 0 | Barnsley          | Ashton Gate Stadium  | 18 de enero | 15:00 |
| Derby County         | 1 - 0 | Hull City         | Pride Park Stadium   | 18 de enero | 15:00 |
| Huddersfield Town    | 0 - 0 | Brentford         | Kirklees Stadium     | 18 de enero | 15:00 |
| Millwall             | 2 - 0 | Reading           | The Den              | 18 de enero | 15:00 |
| Preston North End    | 2 - 1 | Charlton Athletic | Deepdale             | 18 de enero | 15:00 |
| Sheffield Wednesday  | 0 - 5 | Blackburn Rovers  | Estadio Hillsborough | 18 de enero | 15:00 |
| Swansea City         | 2 - 1 | Wigan Athletic    | Liberty Stadium      | 18 de enero | 15:00 |
| Nottingham Forest    | 3 - 1 | Luton Town        | City Ground          | 19 de enero | 12:00 |
| West Bromwich Albion | 0 - 1 | Stoke City        | The Hawthorns        | 20 de enero | 20:00 |

| Barnsley          | 0 - 3 | Preston North End    | Oakwell              | 21 de enero | 19:45 |
| Middlesbrough     | 1 - 1 | Birmingham City      | Riverside Stadium    | 21 de enero | 19:45 |
| Charlton Athletic | 0 - 0 | Fulham               | The Valley           | 22 de enero | 19:45 |
| Stoke City        | 2 - 0 | Swansea City         | Bet365 Stadium       | 25 de enero | 15:00 |
| Wigan Athletic    | 2 - 1 | Sheffield Wednesday  | DW Stadium           | 28 de enero | 19:45 |
| Blackburn Rovers  | 2 - 1 | Queens Park Rangers  | Ewood Park           | 28 de enero | 19:45 |
| Brentford         | 0 - 1 | Nottingham Forest    | Griffin Park         | 28 de enero | 19:45 |
| Cardiff City      | 2 - 1 | West Bromwich Albion | Cardiff City Stadium | 28 de enero | 19:45 |
| Leeds United      | 3 - 2 | Millwall             | Elland Road          | 28 de enero | 19:45 |
| Luton Town        | 3 - 2 | Derby County         | Kenilworth Road      | 28 de enero | 19:45 |
| Hull City         | 1 - 2 | Huddersfield Town    | KC Stadium           | 28 de enero | 19:45 |
| Reading           | 0 - 1 | Bristol City         | Madejski Stadium     | 28 de enero | 20:00 |

| Cardiff City         | 1 - 1 | Reading           | Cardiff City Stadium | 31 de enero  | 19:45 |
| Derby County         | 4 - 0 | Stoke City        | Pride Park Stadium   | 31 de enero  | 19:45 |
| Birmingham City      | 2 - 1 | Nottingham Forest | St Andrew's Stadium  | 1 de febrero | 15:00 |
| Charlton Athletic    | 2 - 1 | Barnsley          | The Valley           | 1 de febrero | 15:00 |
| Fulham               | 3 - 2 | Huddersfield Town | Craven Cottage       | 1 de febrero | 15:00 |
| Hull City            | 1 - 5 | Brentford         | KC Stadium           | 1 de febrero | 15:00 |
| Leeds United         | 0 - 1 | Wigan Athletic    | Elland Road          | 1 de febrero | 15:00 |
| Middlesbrough        | 1 - 1 | Blackburn Rovers  | Riverside Stadium    | 1 de febrero | 15:00 |
| Preston North End    | 1 - 1 | Swansea City      | Deepdale             | 1 de febrero | 15:00 |
| Queens Park Rangers  | 0 - 1 | Bristol City      | Loftus Road          | 1 de febrero | 15:00 |
| Sheffield Wednesday  | 0 - 0 | Millwall          | Estadio Hillsborough | 1 de febrero | 15:00 |
| West Bromwich Albion | 2 - 0 | Luton Town        | The Hawthorns        | 1 de febrero | 15:00 |

| Bristol City      | 1 - 3 | Birmingham City      | Ashton Gate Stadium | 7 de febrero | 19:45 |
| Wigan Athletic    | 1 - 2 | Preston North End    | DW Stadium          | 8 de febrero | 12:30 |
| Barnsley          | 1 - 1 | Sheffield Wednesday  | Oakwell             | 8 de febrero | 13:30 |
| Blackburn Rovers  | 0 - 1 | Fulham               | Ewood Park          | 8 de febrero | 15:00 |
| Brentford         | 3 - 2 | Middlesbrough        | Griffin Park        | 8 de febrero | 15:00 |
| Huddersfield Town | 2 - 0 | Queens Park Rangers  | Kirklees Stadium    | 8 de febrero | 15:00 |
| Luton Town        | 0 - 1 | Cardiff City         | Kenilworth Road     | 8 de febrero | 15:00 |
| Reading           | 1 - 1 | Hull City            | Madejski Stadium    | 8 de febrero | 15:00 |
| Stoke City        | 3 - 1 | Charlton Athletic    | Bet365 Stadium      | 8 de febrero | 15:00 |
| Swansea City      | 2 - 3 | Derby County         | Liberty Stadium     | 8 de febrero | 15:00 |
| Nottingham Forest | 2 - 0 | Leeds United         | City Ground         | 8 de febrero | 17:30 |
| Millwall          | 0 - 2 | West Bromwich Albion | The Den             | 9 de febrero | 13:30 |

| Barnsley          | 0 - 1 | Birmingham City      | Oakwell             | 11 de febrero | 19:45 |
| Blackburn Rovers  | 3 - 0 | Hull City            | Ewood Park          | 11 de febrero | 19:45 |
| Brentford         | 1 - 1 | Leeds United         | Griffin Park        | 11 de febrero | 19:45 |
| Nottingham Forest | 0 - 1 | Charlton Athletic    | City Ground         | 11 de febrero | 19:45 |
| Swansea City      | 0 - 0 | Queens Park Rangers  | Liberty Stadium     | 11 de febrero | 19:45 |
| Wigan Athletic    | 2 - 2 | Middlesbrough        | DW Stadium          | 11 de febrero | 19:45 |
| Bristol City      | 3 - 2 | Derby County         | Ashton Gate Stadium | 12 de febrero | 19:45 |
| Huddersfield Town | 0 - 3 | Cardiff City         | Kirklees Stadium    | 12 de febrero | 19:45 |
| Luton Town        | 1 - 0 | Sheffield Wednesday  | Elland Road         | 12 de febrero | 19:45 |
| Millwall          | 1 - 1 | Fulham               | The Den             | 12 de febrero | 19:45 |
| Reading           | 1 - 2 | West Bromwich Albion | Madejski Stadium    | 12 de febrero | 20:00 |
| Stoke City        | 0 - 2 | Preston North End    | Bet365 Stadium      | 12 de febrero | 20:00 |

| Hull City            | 4 - 4 | Swansea City      | KC Stadium           | 14 de febrero | 19:45 |
| West Bromwich Albion | 2 - 2 | Nottingham Forest | The Hawthorns        | 15 de febrero | 12:30 |
| Birmingham City      | 1 - 1 | Brentford         | St Andrew's Stadium  | 15 de febrero | 15:00 |
| Cardiff City         | 2 - 2 | Wigan Athletic    | Cardiff City Stadium | 15 de febrero | 15:00 |
| Charlton Athletic    | 0 - 2 | Blackburn Rovers  | The Valley           | 15 de febrero | 15:00 |
| Derby County         | 1 - 1 | Huddersfield Town | Pride Park Stadium   | 15 de febrero | 15:00 |
| Fulham               | 0 - 3 | Barnsley          | Craven Cottage       | 15 de febrero | 15:00 |
| Leeds United         | 1 - 0 | Bristol City      | Elland Road          | 15 de febrero | 15:00 |
| Middlesbrough        | 0 - 1 | Luton Town        | Riverside Stadium    | 15 de febrero | 15:00 |
| Preston North End    | 0 - 1 | Millwall          | Deepdale             | 15 de febrero | 15:00 |
| Queens Park Rangers  | 4 - 2 | Stoke City        | Loftus Road          | 15 de febrero | 15:00 |
| Sheffield Wednesday  | 0 - 3 | Reading           | Estadio Hillsborough | 15 de febrero | 15:00 |

| Derby County      | 1 - 1 | Fulham               | Pride Park Stadium  | 21 de febrero | 19:45 |
| Brentford         | 2 - 2 | Blackburn Rovers     | Griffin Park        | 22 de febrero | 12:30 |
| Barnsley          | 1 - 0 | Middlesbrough        | Oakwell             | 22 de febrero | 15:00 |
| Birmingham City   | 3 - 3 | Sheffield Wednesday  | St Andrew's Stadium | 22 de febrero | 15:00 |
| Bristol City      | 0 - 3 | West Bromwich Albion | Ashton Gate Stadium | 22 de febrero | 15:00 |
| Charlton Athletic | 3 - 1 | Luton Town           | The Valley          | 22 de febrero | 15:00 |
| Leeds United      | 1 - 0 | Reading              | Elland Road         | 22 de febrero | 15:00 |
| Nottingham Forest | 0 - 0 | Queens Park Rangers  | City Ground         | 22 de febrero | 15:00 |
| Preston North End | 2 - 1 | Hull City            | Deepdale            | 22 de febrero | 15:00 |
| Stoke City        | 2 - 0 | Cardiff City         | Bet365 Stadium      | 22 de febrero | 15:00 |
| Swansea City      | 3 - 1 | Huddersfield Town    | Liberty Stadium     | 22 de febrero | 15:00 |
| Wigan Athletic    | 1 - 0 | Millwall             | DW Stadium          | 22 de febrero | 15:00 |

| Cardiff City         | 0 - 1 | Nottingham Forest | Cardiff City Stadium | 25 de febrero | 19:45 |
| Huddersfield Town    | 2 - 1 | Bristol City      | Kirklees Stadium     | 25 de febrero | 19:45 |
| Luton Town           | 2 - 1 | Brentford         | Kenilworth Road      | 25 de febrero | 19:45 |
| Queens Park Rangers  | 2 - 1 | Derby County      | Loftus Road          | 25 de febrero | 19:45 |
| West Bromwich Albion | 2 - 0 | Preston North End | The Hawthorns        | 25 de febrero | 20:00 |
| Fulham               | 1 - 0 | Swansea City      | Craven Cottage       | 26 de febrero | 19:45 |
| Blackburn Rovers     | 0 - 0 | Stoke City        | Ewood Park           | 26 de febrero | 19:45 |
| Hull City            | 0 - 1 | Barnsley          | KC Stadium           | 26 de febrero | 19:45 |
| Middlesbrough        | 0 - 1 | Leeds United      | Riverside Stadium    | 26 de febrero | 19:45 |
| Millwall             | 0 - 0 | Birmingham City   | The Den              | 26 de febrero | 19:45 |
| Sheffield Wednesday  | 1 - 0 | Charlton Athletic | Estadio Hillsborough | 26 de febrero | 19:45 |
| Reading              | 0 - 3 | Wigan Athletic    | Madejski Stadium     | 26 de febrero | 20:00 |

| Hull City            | 0 - 4 | Leeds United      | KC Stadium           | 29 de febrero | 12:30 |
| Blackburn Rovers     | 2 - 2 | Swansea City      | Ewood Park           | 29 de febrero | 15:00 |
| Cardiff City         | 2 - 2 | Brentford         | Cardiff City Stadium | 29 de febrero | 15:00 |
| Fulham               | 2 - 0 | Preston North End | Craven Cottage       | 29 de febrero | 15:00 |
| Huddersfield Town    | 4 - 0 | Charlton Athletic | Kirklees Stadium     | 29 de febrero | 15:00 |
| Luton Town           | 1 - 1 | Stoke City        | Kenilworth Road      | 29 de febrero | 15:00 |
| Millwall             | 1 - 1 | Bristol City      | The Den              | 29 de febrero | 15:00 |
| Queens Park Rangers  | 2 - 2 | Birmingham City   | Loftus Road          | 29 de febrero | 15:00 |
| Reading              | 2 - 0 | Barnsley          | Madejski Stadium     | 29 de febrero | 15:00 |
| Sheffield Wednesday  | 1 - 3 | Derby County      | Estadio Hillsborough | 29 de febrero | 15:00 |
| West Bromwich Albion | 0 - 1 | Wigan Athletic    | The Hawthorns        | 29 de febrero | 15:00 |
| Middlesbrough        | 2 - 2 | Nottingham Forest | Riverside Stadium    | 2 de marzo    | 19:45 |

| Nottingham Forest | 0 - 3 | Millwall             | City Ground         | 6 de marzo | 19:45 |
| Bristol City      | 1 - 1 | Fulham               | Ashton Gate Stadium | 7 de marzo | 12:30 |
| Barnsley          | 0 - 2 | Cardiff City         | Oakwell             | 7 de marzo | 15:00 |
| Birmingham City   | 1 - 3 | Reading              | St Andrew's Stadium | 7 de marzo | 15:00 |
| Brentford         | 5 - 0 | Sheffield Wednesday  | Griffin Park        | 7 de marzo | 15:00 |
| Charlton Athletic | 0 - 1 | Middlesbrough        | The Valley          | 7 de marzo | 15:00 |
| Leeds United      | 2 - 0 | Huddersfield Town    | Elland Road         | 7 de marzo | 15:00 |
| Preston North End | 1 - 3 | Queens Park Rangers  | Deepdale            | 7 de marzo | 15:00 |
| Stoke City        | 5 - 1 | Hull City            | Bet365 Stadium      | 7 de marzo | 15:00 |
| Swansea City      | 0 - 0 | West Bromwich Albion | Liberty Stadium     | 7 de marzo | 15:00 |
| Wigan Athletic    | 0 - 0 | Luton Town           | DW Stadium          | 7 de marzo | 15:00 |
| Derby County      | 3 - 0 | Blackburn Rovers     | Pride Park Stadium  | 8 de marzo | 15:00 |

| Fulham               | 0 - 2 | Brentford         | Craven Cottage       | 20 de junio | 12:30 |
| Middlesbrough        | 0 - 3 | Swansea City      | Riverside Stadium    | 20 de junio | 12:30 |
| Millwall             | 2 - 3 | Derby County      | The Den              | 20 de junio | 13:00 |
| Blackburn Rovers     | 3 - 1 | Bristol City      | Ewood Park           | 20 de junio | 15:00 |
| Huddersfield Town    | 0 - 2 | Wigan Athletic    | Kirklees Stadium     | 20 de junio | 15:00 |
| Hull City            | 0 - 1 | Charlton Athletic | KC Stadium           | 20 de junio | 15:00 |
| Luton Town           | 1 - 1 | Preston North End | Kenilworth Road      | 20 de junio | 15:00 |
| Queens Park Rangers  | 0 - 1 | Barnsley          | Loftus Road          | 20 de junio | 15:00 |
| Reading              | 1 - 1 | Stoke City        | Madejski Stadium     | 20 de junio | 15:00 |
| Sheffield Wednesday  | 1 - 1 | Nottingham Forest | Estadio Hillsborough | 20 de junio | 15:00 |
| West Bromwich Albion | 0 - 0 | Birmingham City   | The Hawthorns        | 20 de junio | 15:00 |
| Cardiff City         | 2 - 0 | Leeds United      | Cardiff City Stadium | 21 de junio | 12:00 |

| Brentford         | 1 - 0 | West Bromwich Albion | Griffin Park        | 26 de junio | 19:45 |
| Charlton Athletic | 1 - 0 | Queens Park Rangers  | The Valley          | 27 de junio | 12:30 |
| Preston North End | 1 - 3 | Cardiff City         | Deepdale            | 27 de junio | 12:30 |
| Swansea City      | 0 - 1 | Luton Town           | Liberty Stadium     | 27 de junio | 12:30 |
| Barnsley          | 0 - 0 | Millwall             | Oakwell             | 27 de junio | 13:00 |
| Derby County      | 2 - 1 | Reading              | Pride Park Stadium  | 27 de junio | 13:00 |
| Birmingham City   | 3 - 3 | Hull City            | St Andrew's Stadium | 27 de junio | 15:00 |
| Leeds United      | 3 - 0 | Fulham               | Elland Road         | 27 de junio | 15:00 |
| Stoke City        | 0 - 2 | Middlesbrough        | Bet365 Stadium      | 27 de junio | 15:00 |
| Wigan Athletic    | 2 - 0 | Blackburn Rovers     | DW Stadium          | 27 de junio | 15:00 |
| Bristol City      | 1 - 2 | Sheffield Wednesday  | Ashton Gate Stadium | 28 de junio | 12:00 |
| Nottingham Forest | 3 - 1 | Huddersfield Town    | City Ground         | 28 de junio | 14:15 |

| Millwall            | 1 - 1 | Swansea City         | The Den              | 30 de junio | 17:00 |
| Barnsley            | 2 - 0 | Blackburn Rovers     | Oakwell              | 30 de junio | 18:00 |
| Cardiff City        | 0 - 0 | Charlton Athletic    | Cardiff City Stadium | 30 de junio | 18:00 |
| Reading             | 0 - 3 | Brentford            | Madejski Stadium     | 30 de junio | 18:00 |
| Queens Park Rangers | 1 - 2 | Fulham               | Loftus Road          | 30 de junio | 18:30 |
| Leeds United        | 1 - 1 | Luton Town           | Elland Road          | 30 de junio | 19:45 |
| Wigan Athletic      | 3 - 0 | Stoke City           | DW Stadium           | 30 de junio | 19:45 |
| Preston North End   | 0 - 1 | Derby County         | Deepdale             | 1 de julio  | 17:00 |
| Birmingham City     | 0 - 3 | Huddersfield Town    | St Andrew's Stadium  | 1 de julio  | 18:00 |
| Nottingham Forest   | 1 - 0 | Bristol City         | City Ground          | 1 de julio  | 18:00 |
| Sheffield Wednesday | 0 - 3 | West Bromwich Albion | Estadio Hillsborough | 1 de julio  | 19:45 |
| Hull City           | 2 - 1 | Middlesbrough        | KC Stadium           | 2 de julio  | 17:00 |

| Charlton Athletic    | 0 - 1 | Millwall            | The Valley          | 3 de julio | 20:15 |
| Derby County         | 1 - 1 | Nottingham Forest   | Pride Park Stadium  | 4 de julio | 12:30 |
| Blackburn Rovers     | 1 - 3 | Leeds United        | Ewood Park          | 4 de julio | 15:00 |
| Brentford            | 3 - 0 | Wigan Athletic      | Griffin Park        | 4 de julio | 15:00 |
| Bristol City         | 0 - 1 | Cardiff City        | Ashton Gate Stadium | 4 de julio | 15:00 |
| Fulham               | 1 - 0 | Birmingham City     | Craven Cottage      | 4 de julio | 15:00 |
| Huddersfield Town    | 0 - 0 | Preston North End   | Kirklees Stadium    | 4 de julio | 15:00 |
| Luton Town           | 0 - 5 | Reading             | Kenilworth Road     | 4 de julio | 15:00 |
| Stoke City           | 4 - 0 | Barnsley            | Bet365 Stadium      | 4 de julio | 15:00 |
| Swansea City         | 2 - 1 | Sheffield Wednesday | Liberty Stadium     | 5 de julio | 12:00 |
| Middlesbrough        | 0 - 1 | Queens Park Rangers | Riverside Stadium   | 5 de julio | 14:00 |
| West Bromwich Albion | 4 - 2 | Hull City           | The Hawthorns       | 5 de julio | 15:00 |

| Nottingham Forest    | 0 - 1 | Fulham              | City Ground          | 7 de julio | 17:00 |
| Brentford            | 2 - 1 | Charlton Athletic   | Griffin Park         | 7 de julio | 18:00 |
| Luton Town           | 1 - 1 | Barnsley            | Kenilworth Road      | 7 de julio | 18:00 |
| Reading              | 0 - 0 | Huddersfield Town   | Madejski Stadium     | 7 de julio | 18:00 |
| Cardiff City         | 2 - 3 | Blackburn Rovers    | Cardiff City Stadium | 7 de julio | 19:45 |
| Millwall             | 0 - 2 | Middlesbrough       | The Den              | 8 de julio | 15:00 |
| West Bromwich Albion | 2 - 0 | Derby County        | The Hawthorns        | 8 de julio | 17:00 |
| Birmingham City      | 1 - 3 | Swansea City        | St Andrew's Stadium  | 8 de julio | 18:00 |
| Bristol City         | 2 - 1 | Hull City           | Ashton Gate Stadium  | 8 de julio | 18:00 |
| Wigan Athletic       | 1 - 0 | Queens Park Rangers | DW Stadium           | 8 de julio | 18:00 |
| Sheffield Wednesday  | 1 - 3 | Preston North End   | Estadio Hillsborough | 8 de julio | 19:45 |
| Leeds United         | 5 - 0 | Stoke City          | Elland Road          | 9 de julio | 17:00 |

| Huddersfield Town   | 0 - 2 | Luton Town           | Kirklees Stadium   | 10 de julio | 18:00 |
| Fulham              | 2 - 0 | Cardiff City         | Craven Cottage     | 10 de julio | 20:15 |
| Charlton Athletic   | 0 - 1 | Reading              | The Valley         | 11 de julio | 12:30 |
| Derby County        | 1 - 3 | Brentford            | Pride Park Stadium | 11 de julio | 12:30 |
| Barnsley            | 0 - 0 | Wigan Athletic       | Oakwell            | 11 de julio | 15:00 |
| Blackburn Rovers    | 1 - 1 | West Bromwich Albion | Ewood Park         | 11 de julio | 15:00 |
| Hull City           | 0 - 1 | Millwall             | KC Stadium         | 11 de julio | 15:00 |
| Middlesbrough       | 1 - 3 | Bristol City         | Riverside Stadium  | 11 de julio | 15:00 |
| Preston North End   | 1 - 1 | Nottingham Forest    | Deepdale           | 11 de julio | 15:00 |
| Queens Park Rangers | 0 - 3 | Sheffield Wednesday  | Loftus Road        | 11 de julio | 15:00 |
| Stoke City          | 2 - 0 | Birmingham City      | Bet365 Stadium     | 12 de julio | 13:30 |
| Swansea City        | 0 - 1 | Leeds United         | Liberty Stadium    | 12 de julio | 13:30 |

| West Bromwich Albion | 0 - 0 | Fulham              | The Hawthorns        | 14 de julio | 17:00 |
| Reading              | 1 - 2 | Middlesbrough       | Madejski Stadium     | 14 de julio | 18:00 |
| Wigan Athletic       | 8 - 0 | Hull City           | DW Stadium           | 14 de julio | 18:00 |
| Cardiff City         | 2 - 1 | Derby County        | Cardiff City Stadium | 14 de julio | 19:45 |
| Luton Town           | 1 - 1 | Queens Park Rangers | Kenilworth Road      | 14 de julio | 19:45 |
| Millwall             | 2 - 1 | Blackburn Rovers    | The Den              | 14 de julio | 19:45 |
| Sheffield Wednesday  | 0 - 0 | Huddersfield Town   | Estadio Hillsborough | 14 de julio | 19:45 |
| Brentford            | 1 - 0 | Preston North End   | Griffin Park         | 15 de julio | 17:00 |
| Bristol City         | 1 - 1 | Stoke City          | Ashton Gate Stadium  | 15 de julio | 17:00 |
| Birmingham City      | 1 - 1 | Charlton Athletic   | St Andrew's Stadium  | 15 de julio | 18:00 |
| Nottingham Forest    | 2 - 2 | Swansea City        | City Ground          | 15 de julio | 18:00 |
| Leeds United         | 1 - 0 | Barnsley            | Elland Road          | 16 de julio | 17:00 |

| Huddersfield Town   | 2 - 1 | West Bromwich Albion | Kirklees Stadium   | 17 de julio | 17:30 |
| Charlton Athletic   | 2 - 2 | Wigan Athletic       | The Valley         | 18 de julio | 12:30 |
| Stoke City          | 1 - 0 | Brentford            | Bet365 Stadium     | 18 de julio | 12:30 |
| Blackburn Rovers    | 4 - 3 | Reading              | Ewood Park         | 18 de julio | 15:00 |
| Fulham              | 5 - 3 | Sheffield Wednesday  | Craven Cottage     | 18 de julio | 15:00 |
| Hull City           | 0 - 1 | Luton Town           | KC Stadium         | 18 de julio | 15:00 |
| Middlesbrough       | 1 - 3 | Cardiff City         | Riverside Stadium  | 18 de julio | 15:00 |
| Preston North End   | 2 - 0 | Birmingham City      | Deepdale           | 18 de julio | 15:00 |
| Queens Park Rangers | 4 - 3 | Millwall             | Loftus Road        | 18 de julio | 15:00 |
| Swansea City        | 1 - 0 | Bristol City         | Liberty Stadium    | 18 de julio | 15:00 |
| Derby County        | 1 - 3 | Leeds United (C)     | Pride Park Stadium | 19 de julio | 14:00 |
| Barnsley            | 1 - 0 | Nottingham Forest    | Oakwell            | 19 de julio | 15:00 |

| Birmingham City      | 1 - 3 | Derby County        | St Andrew's Stadium  | 22 de julio | 19:30 |
| Brentford            | 1 - 2 | Barnsley            | Griffin Park         | 22 de julio | 19:30 |
| Bristol City         | 1 - 1 | Preston North End   | Ashton Gate Stadium  | 22 de julio | 19:30 |
| Cardiff City         | 3 - 0 | Hull City           | Cardiff City Stadium | 22 de julio | 19:30 |
| Leeds United         | 4 - 0 | Charlton Athletic   | Elland Road          | 22 de julio | 19:30 |
| Luton Town           | 3 - 2 | Blackburn Rovers    | Kenilworth Road      | 22 de julio | 19:30 |
| Millwall             | 4 - 1 | Huddersfield Town   | The Den              | 22 de julio | 19:30 |
| Nottingham Forest    | 1 - 4 | Stoke City          | City Ground          | 22 de julio | 19:30 |
| Reading              | 1 - 4 | Swansea City        | Madejski Stadium     | 22 de julio | 19:30 |
| Sheffield Wednesday  | 1 - 2 | Middlesbrough       | Estadio Hillsborough | 22 de julio | 19:30 |
| West Bromwich Albion | 2 - 2 | Queens Park Rangers | The Hawthorns        | 22 de julio | 19:30 |
| Wigan Athletic       | 1 - 1 | Fulham              | DW Stadium           | 22 de julio | 19:30 |

## Play-offs
|  | Semifinales | Semifinales  | Semifinales | Semifinales   |   |   | Final     | Final | Final |  |
|  |             |              |             |               |   |   |           |       |       |  |
|  |             |              |             |               |   |   |           |       |       |  |
|  | 3           | Brentford    | 0           | 3             |   |   |           |       |       |  |
|  | 3           | Brentford    | 0           | 3             |   |   |           |       |       |  |
|  | 6           | Swansea City | 1           | 1             |   |   |           |       |       |  |
|  | 6           | Swansea City | 1           | 1             |   | 3 | Brentford | 1     |       |  |
|  |             |              |             |               |   | 3 | Brentford | 1     |       |  |
|  |             |              | 4           | Fulham (t.s.) | 2 |   |           |       |       |  |
|  | 4           | Fulham       | 4           | Fulham (t.s.) | 2 | 2 | 1         |       |       |  |
|  | 4           | Fulham       |             |               |   | 2 | 1         |       |       |  |
|  | 5           | Cardiff City | 0           | 2             |   |   |           |       |       |  |
|  | 5           | Cardiff City | 0           | 2             |   |   |           |       |       |  |
|  |             |              |             |               |   |   |           |       |       |  |

### Semifinales
- Los horarios corresponden al huso horario de Inglaterra (Hora de verano británica): UTC+1.

| 26 de julio de 2020, 18:30 | Swansea City | 1:0 (0:0) | Brentford | Liberty Stadium, Swansea                            |                                                     |
|                            | A. Ayew 82'  | Reporte   |           | Asistencia: 0 espectadores Árbitro(s): Keith Stroud | Asistencia: 0 espectadores Árbitro(s): Keith Stroud |

| 27 de julio de 2020, 19:45 | Cardiff City | 0:2 (0:0) | Fulham                    | Cardiff City Stadium, Cardiff                           |                                                         |
|                            |              | Reporte   | Onomah 49' · Kebano 90+1' | Asistencia: 0 espectadores Árbitro(s): Geoff Eltringham | Asistencia: 0 espectadores Árbitro(s): Geoff Eltringham |

| 29 de julio de 2020, 19:45 | Brentford                                | 3:1 (2:0) | Swansea City | Griffin Park, Londres                                 |                                                       |
|                            | Watkins 11' · Marcondes 15' · Mbeumo 46' | Reporte   | Brewster 78' | Asistencia: 0 espectadores Árbitro(s): Chris Kavanagh | Asistencia: 0 espectadores Árbitro(s): Chris Kavanagh |

| 30 de julio de 2020, 19:45 | Fulham    | 1:2 (1:1) | Cardiff City           | Craven Cottage, Londres                             |                                                     |
|                            | Kebano 9' | Reporte   | Nelson 8' · Tomlin 47' | Asistencia: 0 espectadores Árbitro(s): Paul Tierney | Asistencia: 0 espectadores Árbitro(s): Paul Tierney |

### Final
| 4 de agosto de 2020, 19:45 | Brentford        | 1:2 (0:0, 0:0) (t. s.) | Fulham           | Wembley, Londres            |                             |
|                            | Dalsgaard 120+3' | Reporte                | Bryan 105', 118' | Árbitro(s): Martin Atkinson | Árbitro(s): Martin Atkinson |

| Brentford | vs. | Fulham |

| Fulham asciende a la Premier League |
| ----------------------------------- |

## Estadísticas
| Aleksandar Mitrović                       | Fulham              | 26 | 40 | 0.65 |
| Ollie Watkins                             | Brentford           | 25 | 46 | 0.54 |
| Lewis Grabban                             | Nottingham Forest   | 20 | 45 | 0.44 |
| Nahki Wells                               | Bristol City        | 18 | 43 | 0.42 |
| Karlan Ahearne-Grant                      | Huddersfield Town   | 18 | 43 | 0.42 |
| Saïd Benrahma                             | Brentford           | 17 | 43 | 0.4  |
| Jarrod Bowen                              | Hull City           | 16 | 28 | 0.57 |
| Patrick Bamford                           | Leeds United        | 16 | 44 | 0.36 |
| Bryan Mbeumo                              | Brentford           | 15 | 42 | 0.36 |
| André Ayew                                | Swansea City        | 15 | 44 | 0.34 |
| Adam Armstrong                            | Blackburn Rovers    | 15 | 46 | 0.33 |
| Lukas Jutkiewicz                          | Birmingham City     | 15 | 46 | 0.33 |
| Cauley Woodrow                            | Barnsley            | 14 | 40 | 0.35 |
| Steven Fletcher                           | Sheffield Wednesday | 13 | 27 | 0.48 |
| Última actualización: 22 de julio de 2020 |                     |    |    |      |

| Matheus Pereira                           | West Bromwich Albion | 16 | 42 | 0.38 |
| Jed Wallace                               | Millwall             | 13 | 44 | 0.3  |
| Niclas Eliasson                           | Bristol City         | 12 | 38 | 0.32 |
| Lee Tomlin                                | Cardiff City         | 10 | 33 | 0.3  |
| John Swift                                | Reading              | 10 | 41 | 0.24 |
| Bright Osayi-Samuel                       | Queens Park Rangers  | 9  | 37 | 0.24 |
| Jacob Brown                               | Barnsley             | 9  | 40 | 0.23 |
| Stewart Downing                           | Blackburn Rovers     | 8  | 42 | 0.19 |
| Kamil Grosicki                            | West Bromwich Albion | 8  | 42 | 0.19 |
| Saïd Benrahma                             | Brentford            | 8  | 43 | 0.19 |
| Alex Mowatt                               | Barnsley             | 8  | 44 | 0.18 |
| Barry Bannan                              | Sheffield Wednesday  | 8  | 44 | 0.18 |
| Sammy Ameobi                              | Nottingham Forest    | 8  | 45 | 0.18 |
| Eberechi Eze                              | Queens Park Rangers  | 8  | 46 | 0.17 |
| Jack Harrison                             | Leeds United         | 8  | 46 | 0.17 |
| Última actualización: 22 de julio de 2020 |                      |    |    |      |

### Récords de goles
- Primer gol de la temporada: Anotado por Ashley Fletcher, para el Middlesbrough contra el Luton Town (2 de agosto de 2019).
- Último gol de la temporada: Anotado por Britt Assombalonga, para el Middlesbrough contra el Sheffield Wednesday (23 de julio de 2020).

#### Tripletes y más
Aquí se encuentra la lista de hat-tricks y póker de goles (en general, tres o más goles marcados por un jugador en un mismo encuentro) conseguidos en la temporada.
| Fecha      | Jugador             | Goles                 | Local               | Resultado | Visitante           | Jornada    |
| ---------- | ------------------- | --------------------- | ------------------- | --------- | ------------------- | ---------- |
| 29/9/2019  | Ollie Watkins       | 35' · 46' · 68'       | Barnsley            | 1 - 3     | Brentford           | Jornada 9  |
| 23/10/2019 | Aleksandar Mitrović | 16' · 53' · 67'       | Fulham              | 3 - 2     | Luton Town          | Jornada 13 |
| 2/11/2019  | Joe Ralls           | 30' · 69' · 90+5'     | Cardiff City        | 4 - 2     | Birmingham City     | Jornada 15 |
| 30/11/2019 | Josh Dasilva        | 40' · 45+3' · 87'     | Brentford           | 7 - 0     | Luton Town          | Jornada 19 |
| 30/11/2019 | George Pușcaș       | 79' · 80' · 84'       | Wigan Athletic      | 1 - 3     | Reading             | Jornada 19 |
| 14/12/2019 | Conor Chaplin       | 7' · 18' · 52'        | Barnsley            | 5 - 3     | Queens Park Rangers | Jornada 22 |
| 14/12/2019 | Jordan Rhodes       | 9' · 13' · 37'        | Nottingham Forest   | 0 - 4     | Sheffield Wednesday | Jornada 22 |
| 1/1/2020   | Nahki Wells         | 9' · 48' · 64'        | Queens Park Rangers | 6 - 1     | Cardiff City        | Jornada 26 |
| 1/2/2020   | Saïd Benrahma       | 12' · 63' · 85'       | Hull City           | 1 - 5     | Brentford           | Jornada 30 |
| 6/3/2020   | Matt Smith          | 20' · 26' · 33'       | Nottingham Forest   | 0 - 3     | Millwall            | Jornada 37 |
| 20/6/2020  | Louie Sibley        | 26' · 71' · 90'       | Millwall            | 2 - 3     | Derby County        | Jornada 38 |
| 4/7/2020   | Saïd Benrahma       | 19' · 57' · 66'       | Brentford           | 3 - 0     | Wigan Athletic      | Jornada 41 |
| 4/7/2020   | Yakou Méïté         | 17' · 18' · 35' · 62' | Luton Town          | 0 - 5     | Reading             | Jornada 41 |
| 14/7/2020  | Kieran Dowell       | 32' · 42' · 65'       | Wigan Athletic      | 8 - 0     | Hull City           | Jornada 44 |

## Premios

### Premios mensuales
| Mes        | Mánager del mes                                   | Mánager del mes                                   | Jugador del mes                                   | Jugador del mes                                   | Ref.                                              |
| Mes        | Técnico                                           | Equipo                                            | Jugador                                           | Equipo                                            | Ref.                                              |
| ---------- | ------------------------------------------------- | ------------------------------------------------- | ------------------------------------------------- | ------------------------------------------------- | ------------------------------------------------- |
| Agosto     | Steve Cooper                                      | Swansea City                                      | Daniel Johnson                                    | Preston North End                                 | [ 7 ]                                             |
| Septiembre | Sabri Lamouchi                                    | Nottingham Forest                                 | Chey Dunkley                                      | Wigan Athletic                                    | [ 8 ]                                             |
| Octubre    | Danny Cowley                                      | Huddersfield Town                                 | Aleksandar Mitrović                               | Fulham                                            | [ 9 ]                                             |
| Noviembre  | Marcelo Bielsa                                    | Leeds United                                      | Jarrod Bowen                                      | Hull City                                         | [ 10 ]                                            |
| Diciembre  | Jonathan Woodgate                                 | Middlesbrough                                     | Conor Chaplin                                     | Barnsley                                          | [ 11 ]                                            |
| Enero      | Sabri Lamouchi                                    | Nottingham Forest                                 | Nahki Wells                                       | Bristol City                                      | [ 12 ]                                            |
| Febrero    | Slaven Bilić                                      | West Bromwich Albion                              | Scott Hogan                                       | Birmingham City                                   | [ 13 ]                                            |
| Marzo      | No se entregó debido a la pandemia de coronavirus | No se entregó debido a la pandemia de coronavirus | No se entregó debido a la pandemia de coronavirus | No se entregó debido a la pandemia de coronavirus | No se entregó debido a la pandemia de coronavirus |
| Abril      | No se entregó debido a la pandemia de coronavirus | No se entregó debido a la pandemia de coronavirus | No se entregó debido a la pandemia de coronavirus | No se entregó debido a la pandemia de coronavirus | No se entregó debido a la pandemia de coronavirus |
| Mayo       | No se entregó debido a la pandemia de coronavirus | No se entregó debido a la pandemia de coronavirus | No se entregó debido a la pandemia de coronavirus | No se entregó debido a la pandemia de coronavirus | No se entregó debido a la pandemia de coronavirus |
| Junio      | Thomas Frank                                      | Brentford                                         | Jason Pearce                                      | Charlton Athletic                                 | [ 15 ]                                            |
| Julio      | Marcelo Bielsa                                    | Leeds United                                      | Saïd Benrahma                                     | Brentford                                         | [ 16 ]                                            |

## Fichajes

### Fichajes más caros del mercado de verano
| Pos.                                    | Jugador           | Club de destino      | Club de origen   | Precio (€) |
| --------------------------------------- | ----------------- | -------------------- | ---------------- | ---------- |
| 1.º                                     | Isaac Mbenza      | Huddersfield Town    | Montpellier      | 12.500.000 |
| 2.º                                     | Tomáš Kalas       | Bristol City         | Chelsea          | 9.000.000  |
| 3.º                                     | Kenneth Zohore    | West Bromwich Albion | Cardiff City     | 8.900.000  |
| 4.º                                     | Krystian Bielik   | Derby County         | Arsenal          | 8.200.000  |
| 5.º                                     | George Pușcaș     | Reading              | Palermo          | 8.000.000  |
| 6.º                                     | Ivan Šunjic       | Birmingham City      | Dinamo Zagreb    | 8.000.000  |
| 7.º                                     | Han-Noah Massengo | Bristol City         | Monaco           | 8.000.000  |
| 8.º                                     | Bryan Mbeumo      | Brentford            | Troyes AC        | 6.500.000  |
| 9.º                                     | Pontus Jansson    | Brentford            | Leeds United     | 6.150.000  |
| 10.º                                    | Robert Glatzel    | Cardiff City         | 1. FC Heidenheim | 6.000.000  |
| actualizado al 21 de diciembre de 2019. |                   |                      |                  |            |

### Fichajes más caros del mercado de invierno
| Pos.                                | Jugador           | Club de destino      | Club de origen             | Precio (€) |
| ----------------------------------- | ----------------- | -------------------- | -------------------------- | ---------- |
| 1.º                                 | Ivan Cavaleiro    | Fulham               | Wolverhampton              | 11.800.000 |
| 2.º                                 | Bobby Reid        | Fulham               | Cardiff City               | 8.900.000  |
| 3.º                                 | Michael Hector    | Fulham               | Chelsea                    | 5.900.000  |
| 4.º                                 | Nahki Wells       | Bristol City         | Burnley                    | 4.750.000  |
| 5.º                                 | Halil Dervişoğlu  | Brentford            | Sparta Rotterdam           | 3.000.000  |
| 6.º                                 | Nuno da Costa     | Nottingham Forest    | Racing Club de Estrasburgo | 2.000.000  |
| 7.º                                 | Dejan Stojanović  | Middlesbrough        | FC St. Gallen              | 1.100.000  |
| 8.º                                 | Kamil Grosicki    | West Bromwich Albion | Hull City                  | 950.000    |
| 9.º                                 | Michael Sollbauer | Barnsley             | Wolfsberger AC             | 500.000    |
| actualizado al 31 de enero de 2020. |                   |                      |                            |            |